# Сталинские репрессии

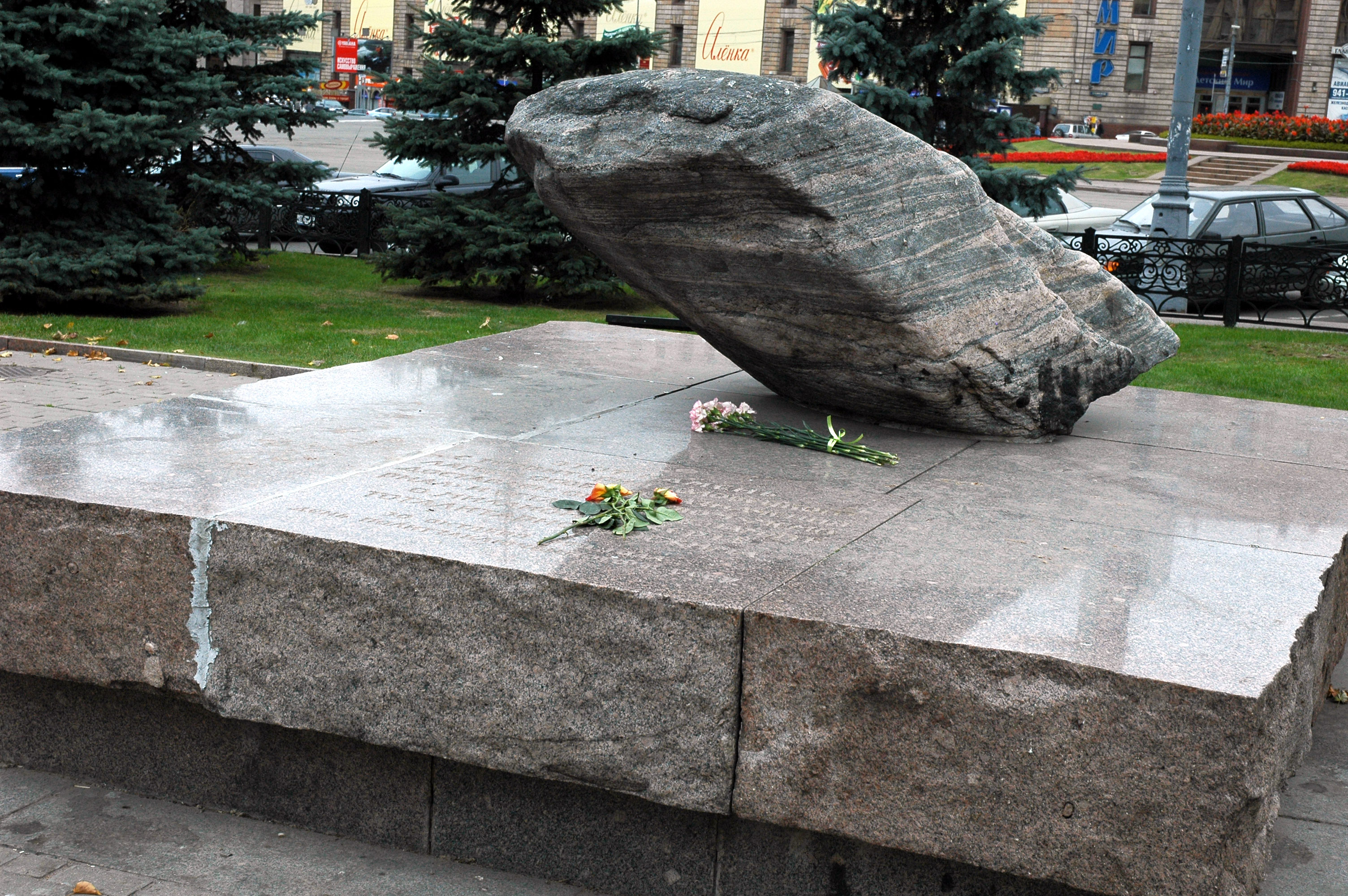
Памятник жертвам политических репрессий в СССР: камень с территории Соловецкого лагеря особого назначения, установленный на Лубянской площади в День памяти жертв политических репрессий, 30 октября 1990 г. Фото 2006 г.

Ста́линские репре́ссии — массовые политические репрессии, осуществлявшиеся в СССР в период сталинизма (конец 1920-х — начало 1950-х годов).
Период наиболее массовых репрессий, так называемый Большой террор, начался с назначением на пост главы НКВД Н. И. Ежова. С изданием Ежовым в июле 1937 года приказа НКВД СССР № 00447. Этот период закончился в сентябре—ноябре 1938 года широкомасштабными арестами в НКВД, милиции и т. д. ставленников Н. И. Ежова и сменой его самого на Л. П. Берию на посту главы НКВД. Постановлением СНК СССР и ЦК ВКП(б) от 17 ноября 1938 года было запрещено органам НКВД и прокуратуры производить какие-либо массовые операции по арестам и выселению, были ликвидированы судебные тройки, созданные в порядке особых приказов НКВД СССР, и т. д. Была проведена первая бериевская реабилитация. По документально подтверждённым данным, в 1937—1938 годах по политическим мотивам было осуждено 1 344 923 человека, из них 681 692 приговорено к высшей мере наказания.
Председатель КГБ СССР В. А. Крючков называл статистику политических репрессий: он неоднократно приводил данные по учёту в КГБ СССР за 1930—1953 гг. — 3 778 234 осуждённых политических, из них 786 098 приговорённых к расстрелу.
Лично Сталиным и Политбюро ЦК ВКП(б) по так называемым Сталинским расстрельным спискам было подтверждено на осуждение 44 893 человека (1937—1938 годы — 43 768 человек, 1940—1950 годы — 1125 человек), в подавляющем большинстве это члены управленческих структур, в том числе НКВД и РККА. Почти все были расстреляны. За 1937—1938 годы погибло 78 % членов ЦК ВКП(б). Жёсткой чистке подверглись органы НКВД.

## Идеологическая основа
Официальная идеологическая основа сталинских репрессий — концепция «усиления классовой борьбы по мере завершения строительства социализма» — была сформулирована Сталиным на пленуме ЦК ВКП(б) в июле 1928 года. В «Кратком курсе истории ВКП(б)», переиздававшемся с 1938 по 1956 гг. миллионами экземпляров и основанном на идеологических постулатах о классовой борьбе, неизбежном сопротивлении свергнутых сил и необходимости их подавления, политические действия сталинского режима получили полное оправдание — репрессии против различных социальных элементов рассматривались в качестве закономерной и необходимой меры, осуществлявшейся в интересах народа и строительства социализма в СССР.
Советская историческая наука, которую к концу 1930-х годов Сталин окончательно поставил на службу партийному руководству, выстроила, по словам российского исследователя М. Г. Степанова, «достаточно логичную цепь доказательств необходимости уничтожения так называемых буржуазных классов». Согласно этой логике, СССР был экономически и культурно отсталым в сравнении с развитыми капиталистическими державами государством, находившимся в капиталистическом окружении, и до тех пор, пока сохранялась угроза иностранного военного вторжения с целью реставрации буржуазно-помещичьего строя, единственной надёжной гарантией сохранения целостности и независимости СССР могло быть лишь упреждающее уничтожение остатков «буржуазных элементов». Таким образом, репрессии, если исходить из концепции «Краткого курса», являлись жизненной необходимостью с точки зрения защиты социалистического строя.

## Общая характеристика
Некоторые историки, например, Юлия Кантор, рассматривают сталинские репрессии как продолжение политических репрессий со стороны большевиков в Советской России, отдельные проявления которых начались сразу после Октябрьской революции 1917 года и стали государственной политикой с сентября 1918 года, когда было издано постановление Совнаркома «О „Красном терроре“». При этом жертвами репрессий становились не только активные политические противники большевиков, но и люди, просто выражавшие несогласие с их политикой, или обычные заложники. «Красный террор», как пишет историк Сергей Волков, представлял собой «широкомасштабную кампанию репрессий большевиков, строившуюся по социальному признаку и направленную против тех сословий и социальных групп, которые они считали препятствием к достижению целей своей партии». Репрессиям подвергались бывшие полицейские, жандармы, чиновники царского правительства, священники, а также бывшие помещики и предприниматели.
С началом принудительной коллективизации сельского хозяйства и индустриализации в конце 1920-х — начале 1930-х годов, а также укреплением личной власти Сталина репрессии приобретали всё более массовый характер.
По мнению авторов «Чёрной книги коммунизма», первый этап насилия и репрессий в советской истории начинается с захвата власти большевиками в 1917 году, который продолжался до конца 1922 года. Если в начале этого периода проявления насилия имели стихийный характер, то с весны 1918 года начинается продуманное наступление на крестьянство. Не миновали репрессии и «естественных союзников» большевиков — рабочих. Однако этот период репрессий вписывается в контекст всеобщего противостояния во время гражданской войны в России. Второй период репрессий начинается после военной тревоги 1927 года, сворачивается НЭП и начинается новое наступление на крестьянство, которое осуществляется сталинской группировкой в контексте политической борьбы в верхних эшелонах власти. Ставя вопрос о преемственности «ленинского» и «сталинского» периодов террора, авторы «Чёрной книги…» отмечают, что историческая обстановка периода красного террора, начавшегося осенью 1918 года, и наступления на крестьянство во второй половине 20-х годов совершенно несравнимы. Красный террор проходил в условиях всеобщего противостояния гражданской войны, тогда как второе наступление на крестьянство велось в мирной стране и, как полагают авторы, было направлено против большинства населения. «Террор был одним из основных инструментов в эпоху сталинизма. В этом состоит специфика „сталинского периода“». В то же время авторы книги отмечают сходство способов борьбы с кулачеством при Сталине и выселения казаков в 1919—1920 годах: в обоих случаях обвинялась некая социальная группа, на места отдавались указания, затем осуществлялось выселение. Однако если рассматривать «общее явление массовой дискриминации, а затем и изоляции так называемых враждебных группировок, следствием чего стало создание во время гражданской войны целой системы лагерей, то мы вынуждены подчеркнуть резкий разрыв между двумя этапами репрессий», — пишут авторы. Создание системы лагерей в период гражданской войны и ссылки начала 20-х годов, ни по своим целям, ни по своему масштабу, несоизмеримы с «концентрационной „вселенной“» возникшей в 30-е годы. Реформа 1929 года предусматривала отказ от обычных форм заключения и создавала основы новой системы (ГУЛАГ), которая официально вводила исправительные работы. Многие факты, в частности, «квотирование» жертв, говорят в пользу предположения, что существовал замысел изолировать часть населения и использовать этих людей для осуществления плана социально-экономических преобразований. При этом, по мнению авторов книги, динамика «великого перелома» сразу приобрела настолько агрессивный характер, что власти решили, что смогут контролировать её только с помощью расширения террора.
Ряд исследователей левых политических взглядов, марксистов, считают сталинские репрессии извращением политики большевиков. При этом подчёркивается, что многие жертвы сталинских репрессий сами были членами ВКП(б), партийными, советскими, военными и прочими руководящими деятелями. Они полагают, что красный террор большевиков, в отличие от сталинских репрессий, происходил в вынужденных жестоких условиях вспыхнувшей гражданской войны, которая способствовала ожесточению всех политических сил (Белый террор).

## Репрессии 1920-х годов
Репрессии большевиков против политических противников начались после Октябрьской революции и с особенным размахом шли во время Гражданской войны. После окончания Гражданской войны политические репрессии продолжились, причём часть дел о политических преступлениях была построена на фальсифицированных обвинениях (Дело группы воспитанников Александровского лицея, дело об экономической контрреволюции в Донбассе).

### «Массовые операции» ОГПУ летом 1927 года
К лету 1927 года СССР, ввиду проводившейся им политики по «экспорту революции», оказался втянутым в конфликт с Великобританией. 27 мая Великобритания расторгла британо-советские торговые и дипломатические отношения . В СССР эти события были преподнесены как подготовка к новой иностранной интервенции, в стране началось нагнетание «предвоенного психоза». Именно этот период некоторые историки:309 ставят отправной точкой сталинских репрессий.
7 июня был убит полпред СССР в Польше П. Л. Войков. Сталин решил воспользоваться событием для окончательного уничтожения монархических и вообще белых сил и разгрома внутрипартийной оппозиции. В тот же вечер Сталин, находящийся на отдыхе в Сочи, направил в Москву шифрограмму, в которой потребовал: «Надо теперь же расстрелять пять или десять монархистов. Надо отдать ОГПУ директиву о полной ликвидации (монархистов и белогвардейцев) всеми мерами. Убийство Войкова даёт основание…» К вечеру 8 июня был запущен в ход весь механизм массовых репрессий. И уже в ночь с 9 на 10 июня в Москве были без суда, как заложники (но заложники, которые были взяты «в заложники» уже после убийства Войкова) расстреляны 20 представителей знати бывшей Российской империи. Операции ОГПУ не ограничились расстрелом двадцати заложников, во время «июньской операции» было проведено до 20 тыс. обысков и арестованы 9 тыс. человек. Основной удар пришёлся по деревне зерновых районов — по Украине, Центральному Черноземью, Дону и Северному Кавказу. Арестам подвергались «бывшие» — помещики, белые, особенно вернувшиеся в СССР — «репатрианты» — а также «кулаки», «буржуи», «торговцы», «попы и церковники» и даже группы старой русской интеллигенции. Точное число репрессированных в тот период до сих пор неизвестно.
Тогда же, прикрываясь «военной угрозой» и необходимостью «укрепить тыл», Сталину удалось сломить сопротивление группы Бухарина и «продавить» решение об исключении из состава ЦК «агентов объединённой оппозиции» — Троцкого и Зиновьева.

### Борьба с «вредительством»
Советское государство зависело от технической интеллигенции, доставшейся в наследство от царских времён. Многие специалисты были скептически настроены к коммунистическим лозунгам. Тезис о возможном «предательстве» таких специалистов был выдвинут ещё основоположниками марксизма. Ленин во время своего выступления на VIII съезде РКП(б) предупреждал коммунистов о буржуазных специалистах, «…которые насквозь проникнуты буржуазной психологией и которые нас предавали и будут предавать ещё годы». В ряде процессов по делам о вредительстве и саботаже выдвигались, например, такие обвинения:
- саботаж наблюдения солнечных затмений (Пулковское дело);
- подготовка неверных отчётов о финансовом положении СССР, приводившая к подрыву его международного авторитета (Дело Трудовой крестьянской партии);
- порча семенного материала путём его заражения, сознательное вредительство в области механизации сельского хозяйства путём недостаточной поставки запчастей (дело Трудовой крестьянской партии);
- саботаж по заданию иностранных разведок путём недостаточного развития текстильных фабрик, создания диспропорций в полуфабрикатах, что должно было повлечь за собой подрыв экономики СССР и всеобщее недовольство (Дело Промпартии);
- неравномерное распределение по заданию иностранных разведок товаров по районам, что приводило к образованию излишков в одних местах и дефицита в других (дело меньшевистского «Союзного бюро»).

В условиях 1920-х — 1930-х годов подобные обвинения воспринимались обществом как адекватные. Особенностью дел Промпартии, Трудовой крестьянской партии и «Союзного бюро» является и то, что, по версии следствия, все осуждённые по этим трём процессам были связаны друг с другом в единую сеть заговорщиков, а между тремя указанными организациями существовало «разделение труда» по саботажу в различных областях экономики.

Защитники на «Шахтинском процессе» знакомятся с документами обвинения. Май 1928 г.

#### Шахтинское дело
Шахтинское дело — открытый показательный процесс, состоявшийся в 1928 году на Донбассе. Техническим специалистам, в том числе иностранцам, вменялось ведение в СССР шпионской деятельности и вредительство. 53 инженера и руководителя были обвинены в умышленном вредительстве, создании подпольной вредительской организации. Четверо из 53 были оправданы. Изначально одиннадцать человек были приговорены к расстрелу. Впоследствии шестерым из них Президиум ЦИК заменил расстрел 10 годами лишения свободы. Обращает на себя внимание тот факт, что во время партийных дискуссий и публичных выступлений наиболее жёсткую позицию по Шахтинскому делу занимали будущие члены так называемой «правой оппозиции» — Бухарин, Рыков и Томский. Американский историк и биограф Сталина Стивен Коткин полагает, что причиной этому стали зарождающиеся противоречия между Сталиным и «бухаринской группой» по поводу начинавшейся коллективизации и, солидаризируясь с линией Сталина в шахтинском вопросе и даже ужесточая её, правые пытались сыграть на опережение и не дать Сталину возможности обвинить их в оппозиционной «антипартийной» деятельности и, под этим предлогом, исключить из Политбюро и ВКП(б), как он поступил годом ранее с лидерами «левой оппозиции».

#### Расстрел Н. фон Мекка, П. Пальчинского и А. Величко
В мае 1929 года Коллегия ОГПУ приговорила к расстрелу во внесудебном порядке участников «контрреволюционной вредительской организации в НКПС и на железных дорогах СССР»: Н. фон Мекка и А. Ф. Величко и в золотоплатиновой промышленности вредителя — П. А. Пальчинского. Никто из них своей вины не признал. Сообщение о расстреле было опубликовано 24 мая 1929 года.
Академик В. И. Вернадский, на собственном опыте знавший цену официальным обвинениям, заметил, что фон Мекк, добровольно отдавший после Октябрьской революции все капиталы, был убит «совершенно невинно в общественном мнении».

#### Дело Промпартии
В 1930 году состоялся открытый процесс по делу «Промпартии», государственным обвинителем на котором был назначен прокурор Н. В. Крыленко (расстрелян в 1938 году). Обвиняемыми в основном являлись представители так называемой «буржуазной интеллигенции», которым вменялся саботаж индустриализации СССР, сотрудничество с иностранными разведками, подготовка иностранного военного вторжения в СССР.

#### Дело Трудовой крестьянской партии
Дело так называемой «контрреволюционной эсеровско-кулацкой группы Чаянова — Кондратьева» было сфабриковано также в 1930 году. Обвиняемым вменялся саботаж в области сельского хозяйства и индустриализации.

#### Дело «Союзного бюро меньшевиков»
Открытый процесс над бывшими меньшевиками состоялся в марте 1931 года. Обвиняемым вменялся саботаж в области планирования хозяйственной деятельности, связь с иностранными разведками.
Всего по делу «Союзного бюро ЦК РСДРП меньшевиков» в разное время были привлечены к ответственности 122 человека, включая уже арестованных ранее. Однако на открытый суд решились вывести только 14. Остальных осудили заочно Коллегией ОГПУ СССР.

#### Дело «вредителей рабочего снабжения»
22 сентября 1930 года в советской прессе было сообщено о раскрытии «контрреволюционной организации вредителей рабочего снабжения». Уже через 3 дня, 25 сентября, было сообщено об осуждении во внесудебном порядке и расстреле 48 специалистов.
По версии следствия, эта организация была ответвлением «Трудовой Крестьянской Партии» и «Союзного бюро меньшевиков», и возглавлялась профессором А. Рязанцевым, бывшим помещиком, генерал-майором и профессором Е. Каратыгиным. Ей было приписано вредительство, «срывавшее все мероприятия, направленные к поднятию холодильного и мясного дела, чтобы, лишив страну мяса и приведя её к голоду, облегчить возможность изменения существующей власти … к установлению буржуазно-демократической республики».

#### Репрессии в отношении иностранных технических специалистов
Во время этих и других процессов также был осуждён ряд иностранных технических специалистов, главным образом британских и германских. Они обвинялись, в частности, в том, что под прикрытием филиалов своих фирм развернули в СССР шпионскую резидентуру.
Представитель английской мясной фирмы «Унион» Фотергил в 1924 году по приезде в Москву установил связь с Рязанцевым, которого знал давно. До революции фирма «Унион» имела в России свои холодильники, а при Советской власти хотела получить в концессию бэконное производство. После нескольких встреч с Рязанцевым Фотергил предложил ему создать контрреволюционную вредительскую организацию, которая путём разрушения мясной и холодильной промышленности боролась бы с Советской властью, эта вредительская организация стремилась создать в стране голод, вызвать недовольство среди широких рабочих масс.
В ведении шпионажа и вредительстве обвинялись, например, специалисты британских компаний «Лена-Гольдфилдс» и «Метро-Виккерс». Они обвинялись, в частности, в поджоге обогатительной фабрики в 1929 году. Директор «Метро-Виккерс» Ричардс, как утверждало следствие, являлся капитаном британской спецслужбы Интеллидженс Сервис; в результате расследования было, несмотря на протесты Британии, осуждено 27 человек.

### Борьба с внутрипартийной оппозицией
Только за два с половиной месяца — со второй половины ноября 1927 года до конца января 1928 года — за принадлежность к «левой оппозиции» из партии были исключены 2288 человек (ещё 970 оппозиционеров исключили до 15 ноября 1927 года). Очищение партии от оппозиции продолжалось на протяжении всего 1928 года. Большая часть исключённых была направлена в административную ссылку в дальние районы страны. В середине января 1928 года лидер оппозиции Л. Д. Троцкий был сослан в Алма-Ату, а в 1929 году он был выслан за рубеж. Другой лидер, Г. Е. Зиновьев, также был отправлен в ссылку в 1928 г., но в том же году он покаялся и «разоружился», был восстановлен в партии и назначен ректором Казанского университета, а затем возвращён на работу в Москву.
В конце 1920-х — начале 1930-х годов подпольные группы «левой оппозиции» и «децистов» пытались вести пропаганду среди рабочих. Весной 1929 года произошли массовые аресты членов таких подпольных групп. В начале 1930-х годов, по данным «Бюллетеня оппозиции», в тюрьмах, ссылках, под надзором находилось свыше 7 тысяч приверженцев левой оппозиции. Значительная их часть содержалась в т. н. политизоляторах, вместе с членами бывших социалистических партий — эсерами, меньшевиками, анархистами. Репрессированным оппозиционерам, отказывавшимся подать заявления о «капитуляции», часто продлевались сроки заключения или ссылки, их направляли в ещё более отдалённые районы ссылки.
В 1932 году 14 коммунистов из Москвы и Харькова под руководством М. Н. Рютина создали подпольный «Союз марксистов-ленинцев». Рютин подготовил и распространял документ под названием «Сталин и кризис пролетарской диктатуры» и обращение «Ко всем членам ВКП(б)», возлагавшие на Сталина личную ответственность за гибельные последствия «авантюристических темпов индустриализации» и «авантюристической коллективизации». Все члены организации были приговорены коллегией ОГПУ к заключению на срок от 5 до 10 лет. Бывшие лидеры левой оппозиции Г. Е. Зиновьев и Л. Б. Каменев в связи с делом «Союза марксистов-ленинцев» снова были исключены из партии и сосланы.
В конце 1932 — начале 1933 года была разгромлена подпольная организация И. Н. Смирнова, — из 89 человек, проходивших по делу так называемой «контрреволюционной троцкистской группы Смирнова И. Н., Тер-Ваганяна В. А., Преображенского Е. А. и других», 41 человека ОСО при НКВД осудило на лишение свободы сроком от 3 до 5 лет, а ещё 45 отправило в ссылку сроком на 3 года.

## Раскулачивание
В ходе насильственной коллективизации сельского хозяйства, проведённой в СССР в 1928—1932 годы, одним из направлений государственной политики стало подавление антисоветских выступлений крестьян и связанная с этим «ликвидация кулачества как класса» — «раскулачивание», предполагавшее насильственное и внесудебное лишение зажиточных крестьян, использующих наёмный труд, всех средств производства, земли и гражданских прав, и выселение в отдалённые районы страны. Под раскулачивание попадали не только богатые крестьяне, но и середняки, и даже бедняки. Репрессируемых бедняков в таких ситуациях называли «подкулачниками», особенно если они сочувствовали другим раскулаченным или вступались за них. Михаил Калинин писал, что многие из раскулаченных боролись за советскую власть, но протестовали против злоупотреблений.
Протесты крестьян против коллективизации, против высоких налогов и принудительного изъятия «излишков» зерна выражались в его укрывательстве, поджогах и даже убийствах сельских партийных и советских активистов, что расценивалось государством как проявление «кулацкой контрреволюции».
За организацию подавления антисоветских выступлений крестьян в конце 1920-х отвечал Особый отдел ОГПУ. По данным доктора юридических наук С. А. Воронцова, только в 1929 году органами ОГПУ было ликвидировано более 2,5 тыс. антисоветских групп в деревне:295.
30 января 1930 года Политбюро ЦК ВКП(б) приняло постановление «О мероприятиях по ликвидации кулацких хозяйств в районах сплошной коллективизации». Согласно этому постановлению, кулаки были разделены на три категории:
- первая категория — контрреволюционный актив, организаторы террористических актов и восстаний,
- вторая категория — остальная часть контрреволюционного актива из наиболее богатых кулаков и полупомещиков,
- третья категория — остальные кулаки.

Главы кулацких семей 1-й категории арестовывались, и дела об их действиях передавались на рассмотрение спецтроек в составе представителей ОГПУ, обкомов (крайкомов) ВКП(б) и прокуратуры. Члены семей кулаков 1-й категории и кулаки 2-й категории подлежали выселению в отдалённые местности СССР или отдалённые районы данной области (края, республики) на спецпоселение. Кулаки, отнесённые к 3-й категории, расселялись в пределах района на новых, специально отводимых для них за пределами колхозных массивов землях.
2 февраля 1930 года был издан приказ ОГПУ СССР № 44/21. В нём говорилось, что «в целях наиболее организованного проведения ликвидации кулачества как класса и решительного подавления всяких попыток противодействия со стороны кулаков мероприятиям Советской власти по социалистической реконструкции сельского хозяйства — в первую очередь в районах сплошной коллективизации — в самое ближайшее время кулаку, особенно его богатой и активной контрреволюционной части, должен быть нанесён сокрушительный удар».
Приказ предусматривал:
1) Немедленную ликвидацию «контрреволюционного кулацкого актива», особенно «кадров действующих контрреволюционных и повстанческих организаций и группировок» и «наиболее злостных, махровых одиночек» — то есть первая категория, к которой были отнесены:
- Кулаки — наиболее «махровые» и активные, противодействующие и срывающие мероприятия партии и власти по социалистической реконструкции хозяйства; кулаки, бегущие из районов постоянного жительства и уходящие в подполье, особенно блокирующиеся с активными белогвардейцами и бандитами;
- Кулаки — активные белогвардейцы, повстанцы, бывшие бандиты; бывшие белые офицеры, репатрианты, бывшие активные каратели и др., проявляющие контрреволюционную активность, особенно организованного порядка;
- Кулаки — активные члены церковных советов, всякого рода религиозных, сектантских общин и групп, «активно проявляющие себя».
- Кулаки — наиболее богатые, ростовщики, спекулянты, разрушающие свои хозяйства, бывшие помещики и крупные земельные собственники.

Семьи арестованных, заключённых в концлагеря или приговорённых к расстрелу, подлежали высылке в отдалённые северные районы СССР (Сибирь, Урал, Северный край, Казахстан), наряду с выселяемыми при массовой кампании кулаками и их семьями, «с учётом наличия в семье трудоспособных и степени социальной опасности этих семейств».
2) Массовое выселение (в первую очередь из районов сплошной коллективизации и пограничной полосы) наиболее богатых кулаков (бывших помещиков, полупомещиков, «местных кулацких авторитетов» и «всего кулацкого кадра, из которых формируется контрреволюционный актив», «кулацкого антисоветского актива», «церковников и сектантов») и их семейств в отдалённые северные районы СССР и конфискация их имущества — вторая категория.
3) Первоочередное проведение кампаний по выселению кулаков и их семейств в следующих районах СССР (с установлением количества семей, подлежащих депортации):
- Центрально-Чернозёмная область — 10—15 тыс.
- Средне-Волжский край — 8—10 тыс.
- Нижне-Волжский край — 10—12 тыс.
- Северный Кавказ и Дагестан — 20 тыс.
- Сибирь — 25 тыс.
- Урал — 10—15 тыс.
- Украина — 30—35 тыс.
- Белоруссия — 6—7 тыс.
- Казахстан — 10—15 тыс.

Непосредственно руководством массовым переселением занималась специальная оперативная группа под руководством начальника Секретно-оперативного управления Е. Г. Евдокимова. Стихийные волнения крестьян на местах подавлялись быстро, и лишь летом 1931 года потребовалось привлечение армейских частей для усиления войск ОГПУ при подавлении крупных волнений спецпереселенцев на Урале и в Западной Сибири.
Всего за 1930—1931 годы, как указано в справке Отдела по спецпереселенцам ГУЛАГа ОГПУ, было отправлено на спецпоселение 381 026 семей общей численностью 1 803 392 человека. По подсчетам сталинистов за 1932—1940 гг. в спецпоселения прибыло ещё 489 822 раскулаченных. По другим данным, в частности по подсчетам историка и исследователя репрессий В. Н. Земскова в 1930—1940 в кулацкой ссылке побывало 2,5 млн, в период 1930—1940 гг. в кулацкой ссылке умерло порядка 700 тыс. человек, из них подавляющее большинство-в 1930—1933 гг. Всего же тем или иным репрессиям подверглось около 4 миллионов крестьян.

## Репрессии в связи с хлебозаготовками
В середине октября 1932 года общий план хлебозаготовок главных зерновых районов страны был выполнен только на 15-20 %. 22 октября 1932 года Политбюро ЦК ВКП(б) решило послать на Украину и Северный Кавказ две чрезвычайные комиссии, одну под руководством Вячеслава Молотова, другую — Лазаря Кагановича, с целью «ускорения хлебозаготовок». После того как 2 ноября комиссия Кагановича, членом которой был и глава ОГПУ Генрих Ягода, прибыла в Ростов-на-Дону; было созвано совещание всех секретарей парторганизаций Северо-Кавказского региона на котором была принята следующая резолюция: «В связи с постыдным провалом плана заготовки зерновых, заставить местные парторганизации сломить саботаж, организованный кулацкими контрреволюционными элементами, подавить сопротивление сельских коммунистов и председателей колхозов, возглавляющих этот саботаж». Для некоторого числа округов, внесенных в чёрный список, были приняты следующие меры: возврат всей продукции из магазинов, полная остановка торговли, немедленное закрытие всех текущих кредитов, обложение высокими налогами, арест всех саботажников, всех «социально чуждых и контрреволюционных элементов» и суд над ними по ускоренной процедуре, которую должно было обеспечить ОГПУ. В случае, если саботаж будет продолжаться, население предполагалось подвергнуть массовой депортации.
За ноябрь 1932 года 5 000 сельских коммунистов Северного Кавказа, обвиненных в «преступном сочувствии» «подрыву» кампании хлебозаготовок, были арестованы, а вместе с ними — ещё 15 000 колхозников. В декабре началась массовая депортация целых станиц. C ноября 1932 по январь 1933 года были проведены операции против 15 станиц: 13 кубанских станиц: Новорождественская, Темиргоевская, Медведовская, Полтавская, Незамаевская, Уманская, Ладожская, Урупская, Стародеревянковская, Новодеревянковская, Старокорсунская, Старощербиновская, Платнировская; две донские станицы — Мешковская и Боковская (смотри статью Чёрные доски).
Когда Сталину доложили, что руководители Ореховского района Днепропетровской области разрешили колхозам оставить себе фонды на посев, засыпать страхфонд, он впал в неистовый гнев. 7 декабря 1932 года за его подписью всем партийным органам был разослан циркуляр, в котором Сталин объявил этих руководителей «обманщиками партии и жуликами, которые искусно проводят кулацкую политику под флагом своего „согласия“ с генеральной линией партии». Он потребовал «немедленно арестовать и наградить их по заслугам, то есть дать им от 5 до 10 лет тюремного заключения каждому». В результате по обвинению в саботаже государственный агроном райземуправления И. Анистрат был приговорён Днепропетровским областным судом к расстрелу, секретарь райкома партии В. Головин, председатель райисполкома М. Паламарчук, председатель РКК — РКИ Ф. Ордельян, заведующий районным земельным управлением И. Луценко, председатель райколхозсоюза И. Пригода были осуждены на 10 лет лагерей. На сроки от трёх до восьми лет лагерей были осуждены члены райкома директор МТС Г. Медвидь, заведующий организационным отделом райкома Е. Скичко, редактор районной газеты «Ленинським шляхом» («Ленинским путём») И. Андрющенко, заместитель председателя райисполкома Ф. Вялых, заведующий филиалом «Заготзерно» С. В. Бурковский, председатель Егорьевского сельсовета Д. Бутовицкий, секретарь Юрковской партячейки А. Гришко, государственный агроном района А. Мохнорыло — всего 14 человек.

## Другие репрессии конца 1920-х — начала 1930-х годов
В 1929—1931 годах десятки учёных были арестованы и осуждены по так называемому «делу Академии наук». Репрессии в науке продолжились по «делу Геолкома» и привели к упразднению Геологического комитета в 1930 году.
В 1932 году четверо сибирских писателей были сосланы по делу так называемой «Сибирской бригады».
Сотни бывших офицеров, служивших в РККА, в 1930—1931 годах были арестованы и осуждены по делу «Весна».
В этот же период происходили репрессии против так называемых «национал-уклонистов».
В 1928—1929 годах по делу «султан-галиевской контрреволюционной организации» был арестован ряд руководящих работников Татарской АССР и Крымской АССР. Главой её был объявлен татарский коммунист М. Х. Султан-Галиев. В 1930 году коллегия ОГПУ приговорила Султан-Галиева и ещё 20 «участников его контрреволюционной организации» к расстрелу, который был затем заменён заключением сроком на 10 лет. 11 человек по этому делу были заключены в концлагерь сроком на 10 лет с конфискацией имущества, 24 — сроком на 5 лет, 11 — сроком на 3 года, 9 обвиняемым было запрещено проживать в ряде центральных и национальных районов страны с прикреплением к определённому месту жительства на 3 года. Один из обвиняемых умер в ходе следствия.
В 1930—1931 годах в Белоруссии были арестованы один из секретарей ЦК республиканской компартии, несколько наркомов и другие руководящие работники республики. Они обвинялись в связи с т. н. организацией «Союз освобождения Белоруссии», по делу которой было осуждено 86 деятелей белорусской науки и культуры.
Весной 1930 года на Украине состоялся открытый процесс по делу «Союза освобождения Украины» во главе с вице-президентом Всеукраинской Академии наук (ВУАН) С. А. Ефремовым. Кроме него на скамье подсудимых оказалось свыше 40 человек. Согласно обвинению, «Союз освобождения Украины» имел целью свержение советского правительства и превращение Украины в буржуазную страну «под контролем и руководством одного из соседних иностранных буржуазных государств». Все обвиняемые признали себя виновными в контрреволюционной деятельности и основным обвиняемым, «принимая во внимание их искреннее раскаяние на суде», смертная казнь была заменена 8—10 годами лишения свободы, остальных приговорили к меньшим срокам лишения свободы, девять из них были осуждены условно.
В Харькове по делу так называемой «Украинской военной организации» было арестовано 148 человек. В январе 1934 года в связи с этим делом в Москве был арестован заместитель председателя бюджетной комиссии ЦИК СССР М. Н. Полоз, работавший в 1920-е годы полпредом УССР в Москве, председателем Госплана и наркомом финансов УССР. Он был приговорён к 10 годам лагерей.
В резолюции XII съезда компартии Украины (январь 1934 года) подчёркивалось, что, наряду с разгромом националистических организаций, стремившихся отторгнуть Украину от Советского Союза, КП(б)У разгромила «националистический уклон, возглавляемый Скрыпником, уклон, который облегчал и помогал деятельности контрреволюционных националистов». Сам Скрыпник — член ЦК ВКП(б), заместитель председателя Совнаркома Украины, из-за травли 7 июля 1933 года застрелился. На XVII съезде ВКП(б) было сообщено, что со времени предыдущего съезда только в 13 республиканских, краевых и областных организациях было исключено из партии за «националистические уклоны» 799 человек.
В 1932—1933 годах постоянным представительством ОГПУ по Нижегородскому краю расследовалось дело «Союза освобождения финских народностей».
В 1929 году в Узбекистане арестовали 87 человек во главе с известным просветителем Мунавваром Кары Абдурашидхановым по делу организации «Миллий истиклол» («Национальная независимость»), 15 из них было расстреляно. В 1930 году там же по делу организации «Миллий иттиход» («Национальное освобождение»), оно же дело работников Наркомпроса, были арестованы Махмуд Ходиев (Бату), Маннон Абдуллаев (Рамзи), Насыр Саидов, Махмуд Мирходиев, Хасил Василов, Сабир Кадыров и другие. В 1933 году был арестован и в следующем году был расстрелян народный комиссар снабжения Узбекской ССР Абдулкадыр Мухитдинов, обвинённый в том, что он якобы был одним из активных членов движения таджикских националистов в 1925—1929 годах.
В 1932-33 годах в связи с введением паспортной системы из крупных городов принудительно выселялись горожане, признанные «деклассированным элементом». Этих людей направляли в ранее созданные спецпоселения для «раскулаченных». В районы Нарымского севера и Северного Казахстана предполагалось депортировать в течение 1933 г. до 2 млн чел. — по 1 млн чел. в каждый регион. Также согласно постановлению СНК СССР от 11 марта 1933 г. органам ОГПУ и наркомюстам союзных республик предписывалось начать незамедлительную разгрузку мест заключения за счет высылки уголовного элемента в спецпоселения. Так, только по Украине, Северному Кавказу, Центрально-Чернозёмной области и Нижне-Волжскому краю требовалось вывезти во вновь организуемые спецпоселки более 80 тыс. лиц, осужденных на срок до трех лет. Руководство СибЛАГа и партийно-советские органы Западной Сибири были застигнуты врасплох массовым поступлением эшелонов с так называемым соцвредным элементом (деклассированные горожане вперемешку с уголовниками). Это привело к таким явлениям, как Назинская трагедия. Летом 1933 года органы ОГПУ провели массовую депортацию кочующих цыган из окрестностей Москвы в рамках общих действий властей по «зачистке» столицы и крупных городов от «нежелательного антисоциального и деклассированного элемента».

## Репрессии против гомосексуалов
После Октябрьской революции большевики отменили все законы Российской империи, в том числе и статью о «мужеложстве». В 1922 году эта статья не была включена в первый советский уголовный кодекс под предлогом равенства прав. Некоторые советские министры называли отмену этой статьи «частью сексуальной революции и верным шагом на пути эмансипации, на который нужно равняться пролетариям других стран». И многие представители гей-сообщества восприняли это с энтузиазмом, надеясь, что новая власть будет относиться к ним терпимо. В 1920-х Петроград стал негласной столицей гей-культуры.
Несмотря на громкие заявления о равноправии, отношение советской власти к гомосексуалам не было толерантным. Чекисты устанавливали над гей-салонами скрытое наблюдение, некоторых представителей привлекали по статье о «контрреволюции».
15 сентября 1933 года заместитель председателя ОГПУ Генрих Ягода доложил Иосифу Сталину о раскрытии заговора «общества гомосексуалистов» в Москве, Ленинграде и Харькове (который тогда был столицей УССР). Как указывал Ягода в пояснительной записке, «заговорщики занимались созданием сети салонов, очагов, притонов, групп и других организованных формирований с дальнейшим превращением этих объединений в прямые шпионские ячейки».
Сталин поручил «показательно наказать подонков, а в законодательство ввести соответствующее руководящее постановление». На первом этапе были арестованы 130 человек, которые под пытками дали нужные признания. А 17 декабря 1933 года Президиум Центрального исполнительного комитета СССР постановил распространить уголовную ответственность на «мужеложство». Статью добавили в Уголовный кодекс РСФСР 1 апреля 1934 года в раздел «половые преступления» под номером 154-а. За добровольный половой акт между двумя мужчинами осуждали на срок от трех до пяти лет лагерей, а за «мужеложство» с применением насилия — от пяти до восьми лет.
Первым широко известным гомосексуалом, пострадавшим от сталинских репрессий, стал поэт Николай Клюев. На него написал донос редактор литературного журнала «Новый мир», куда Клюев прислал свою любовную лирику, которая «была написана от мужского лица к мужскому лицу». Клюев был арестован в феврале 1934 года и отправлен в ссылку, а в 1937 году расстрелян за «контрреволюционную деятельность»

..
После смерти Сталина и Хрущевской оттепели политика СССР по отношению к гомосексуальности существенно не изменилась.

## Репрессии против эсперантистов

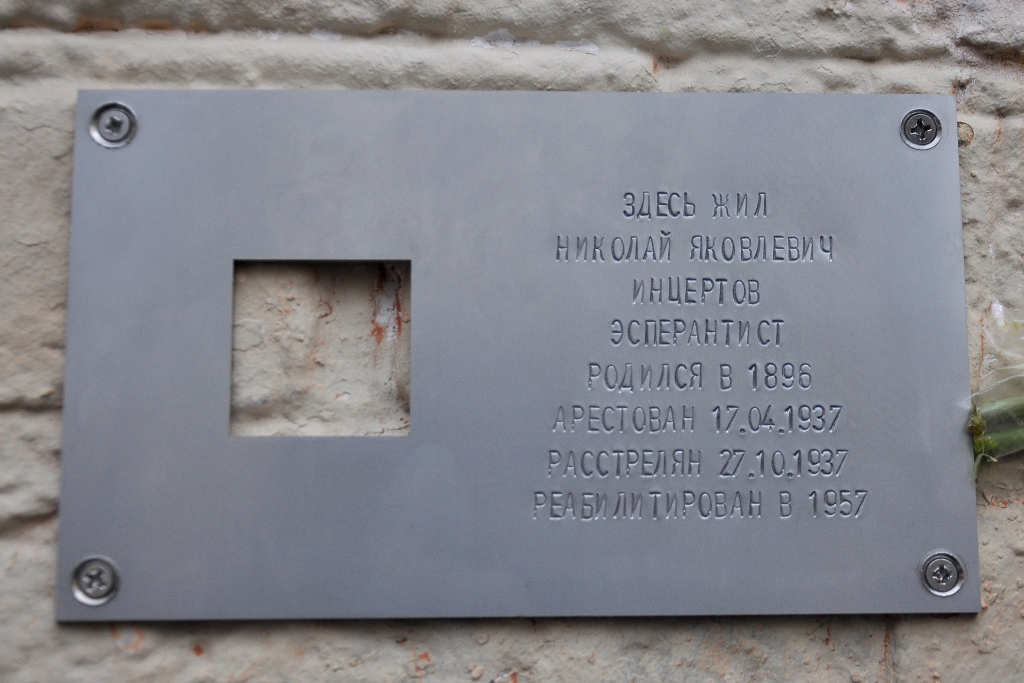
Памятная табличка на доме одного из учёных-эсперантистов похищенных и казненных НКВД в 1937

Искусственно созданный язык Эсперанто, ранее популярный в СССР, был запрещён к использованию в эпоху сталинизма. Союз эсперантистов советских республик (СЭСР) ликвидировали в 1937 году. Руководители и активисты были расстреляны или отправлены в лагеря ГУЛАГа в годы Большого террора. Николай Николаевич Рытьков — один из ведущих эсперантистов в СССР. Был осуждён «за контрреволюционную деятельность» («участие в фашистской шпионской организации эсперантистов и клеветнические измышления о положении в СССР») на 8 лет исправительно-трудовых лагерей.

## Некоторое ослабление репрессий в 1933—1934 годах
В 1933-34 годах, по мнению российского исследователя О. В. Хлевнюка, репрессии приняли менее массовый характер. Согласно его предположению, причиной тому могла стать принятая ЦК ВКП(б) и СНК СССР инструкция для ОГПУ, судов и прокуратуры от 8 мая 1933 года, ограничивавшая их права на массовое выселение крестьян (при этом право на индивидуальные выселения активных «контрреволюционеров» в рамках установленных лимитов — 12 тысяч хозяйств по всей стране — осталось в силе), а также ограничивавшая предельное число заключённых в местах заключения Наркомата юстиции, ОГПУ и Главного управления милиции (кроме лагерей и колоний) размером в 400 тыс. человек (вместо 800 тысяч, фактически находившихся там к маю 1933 года). Факты освобождения заключённых, не входивших в установленные рамки, или какой-то порядок их отбора, а также спад числа арестов не находят документального подтверждения.
По официальным данным, количество осуждённых по делам, расследуемым ОГПУ (с июля 1934 года — НКВД), составило около 79 тысяч по сравнению с 240 тысячами в 1933 году. 27 мая 1934 года постановлением ЦИК СССР была упрощена процедура восстановления в гражданских правах крестьян-спецпереселенцев.
Тем не менее, в 1933-34 годах политические репрессии продолжались. Именно к этому периоду, в частности, относится «дело славистов». В 1934 году по решению Коллегии ОГПУ были расстреляны десять молодых ленинградцев дворянского происхождения, ещё трое были приговорены к заключению в лагеря на разные сроки по сфальсифицированному обвинению в подготовке убийства С. Кирова и шпионаже.
10 июля 1934 года в результате очередной реорганизации советских спецслужб Объединённое государственное политическое управление (ОГПУ) было упразднено с одновременным созданием Народного комиссариата внутренних дел (НКВД) СССР, в состав которого в качестве одного из главных управлений вошло Главное управление государственной безопасности (ГУГБ), объединившее на правах отделов все оперативные подразделения ОГПУ. Помимо ГУГБ, в составе НКВД имелось ещё четыре главных управления — Главное управление рабоче-крестьянской милиции, Главное управление пограничной и внутренней охраны, Главное управление лагерей (ГУЛАГ) и Главное управление пожарной охраны:312. НКВД СССР возглавил Генрих Ягода.
В составе НКВД имелся внесудебный орган — Особое Совещание при наркоме внутренних дел, имевшее полномочия выносить приговоры о заключении, ссылке или высылке на срок до 5 лет или выдворении из СССР «общественно опасных лиц»:321. Особое Совещание заменило упразднённую судебную коллегию ОГПУ, при этом его полномочия были несколько сокращены.

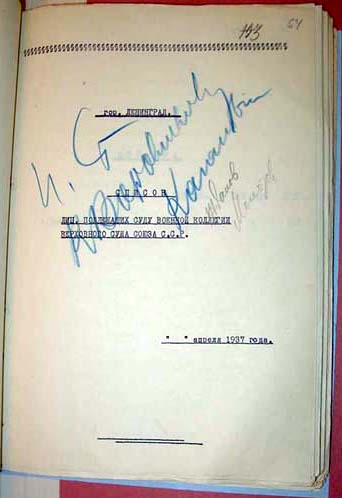
«Расстрельные списки» по Ленинграду (Список лиц, подлежащих суду Военной коллегии Верховного Суда Союза ССР). Подписи Сталина, Ворошилова, Кагановича, Жданова и Молотова. Апрель 1937 года. АП РФ, оп. 24, дело 409, лист 54

## Политические репрессии 1934—1938 годов

### «Чистка» партии
С 1933 года по 31 декабря 1934 года проводилась «генеральная чистка» ВКП(б). В ходе «чистки», которая была возобновлена в мае 1935 года, из партии, насчитывавшей 1916,5 тысяч членов, было исключено 18,3 %. После завершения «чистки» началась «проверка партийных документов», продолжавшаяся по декабрь 1935 года и добавившая ещё 10—20 тысяч исключённых. С января по сентябрь 1936 года была проведена «замена партийных документов». В реальности эта проверка стала продолжением «чистки» 1933—1935 годов и сопровождалась массовыми арестами:136.
Исключённые члены партии попадали под репрессии в первую очередь. Основная масса большевиков, игравших ведущие роли в 1917 году или позже в Советском правительстве, была казнена. Единственным членом первоначального состава Политбюро 1917 года, уцелевшим после «чистки», был сам Сталин. Из остальных пяти четверо были расстреляны, а пятый, Лев Троцкий, исключён из партии, изгнан из страны и убит в 1940 году.

### Убийство Кирова, усиление репрессий
Убийство С. М. Кирова произошло в Ленинграде 1 декабря 1934 года, оно послужило предлогом для новой волны политических репрессий. В основном репрессии затронули Москву и Ленинград, события в Ленинграде получили название «Кировский поток», основным московским процессом этого времени стало «Кремлёвское дело».

#### Постановления властей

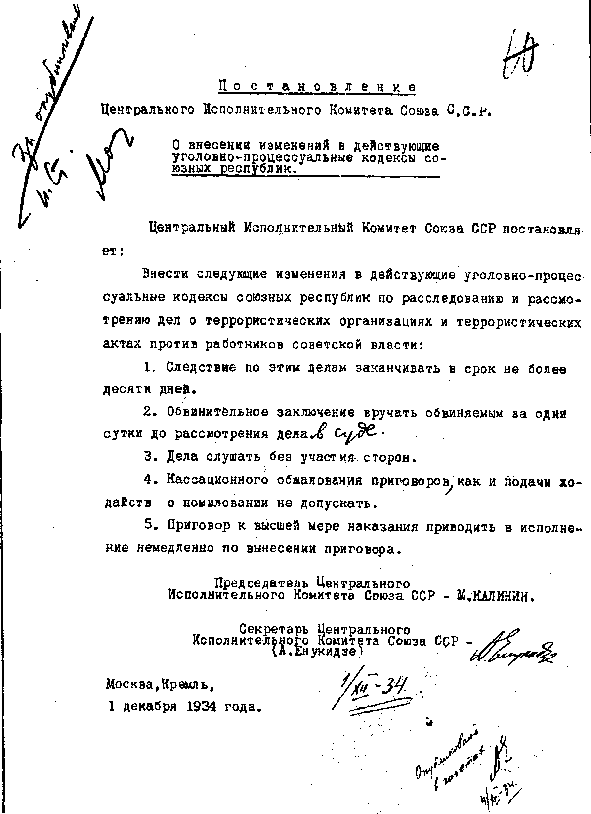
Постановление ЦИК и СНК СССР «О внесении изменений в действующие уголовно-процессуальные кодексы союзных республик»

На похоронах Кирова Молотов произнёс речь, где среди прочего сказал: «Ответим на вылазки наших смертельных врагов беспощадной расправой с контрреволюционными выродками. Ответим на их удар усилением революционной бдительности, проверкой боеспособности наших рядов».
Постановление ЦИК и СНК СССР «О внесении изменений в действующие уголовно-процессуальные кодексы союзных республик»:

Внести следующие изменения в действующие уголовно-процессуальные кодексы союзных республик по расследованию и рассмотрению дел о террористических организациях и террористических актах против работников советской власти:
1. Следствие по этим делам заканчивать в срок не более десяти дней;
2. Обвинительное заключение вручать обвиняемым за одни сутки до рассмотрения дела в суде;
3. Дела слушать без участия сторон;
4. Кассационного обжалования приговоров, как и подачи ходатайств о помиловании, не допускать;
5. Приговор к высшей мере наказания приводить в исполнение немедленно по вынесении приговора.

— Председатель Центрального Исполнительного Комитета Союза ССР М. Калинин.
Секретарь Центрального Исполнительного Комитета Союза ССР А. Енукидзе.
Москва, Кремль.
1 декабря 1934 года
Олег Хлевнюк утверждает, что при расследовании дела об убийстве Кирова Сталин, вопреки возражениям НКВД, приказал разрабатывать «зиновьевский след», обвинив в убийстве Кирова Г. Е. Зиновьева, Л. Б. Каменева и их сторонников. Через несколько дней начались аресты бывших сторонников зиновьевской оппозиции, а 16 декабря были арестованы сами Каменев и Зиновьев. 28—29 декабря 14 человек, непосредственно обвинённых в организации убийства, были приговорены к расстрелу. В приговоре утверждалось, что все они были «активными участниками зиновьевской антисоветской группы в Ленинграде», а впоследствии — «подпольной террористической контрреволюционной группы», которую возглавлял так называемый «ленинградский центр». 9 января 1935 г. в Особом совещании при НКВД СССР по уголовному делу «ленинградской контрреволюционной зиновьевской группы Сафарова, Залуцкого и других» были осуждены 77 человек. 16 января были осуждены 19 обвиняемых по делу так называемого «московского центра» во главе с Зиновьевым и Каменевым. Все эти процессы были грубо сфабрикованы.
О. Г. Шатуновская в письме А. Н. Яковлеву утверждает, что в личном архиве Сталина «был обнаружен собственноручно составленный список двух сфабрикованных им „троцкистско-зиновьевских террористических центров“ — Ленинградского и Московского».
В течение нескольких последовавших лет Сталин использовал убийство Кирова как повод для окончательной расправы с бывшими политическими противниками, возглавлявшими различные оппозиционные течения в партии в 1920-е годы или принимавшими в них участие. Все они были уничтожены по обвинениям в террористической деятельности.
В закрытом письме ЦК ВКП(б) «Уроки событий, связанных с злодейским убийством тов. Кирова», подготовленном и разосланном на места в январе 1935 года, помимо предъявления Каменеву и Зиновьеву повторных обвинений в руководстве «ленинградским» и «московским центрами», которые являлись «по сути дела замаскированной формой белогвардейской организации», Сталин напоминал и о иных «антипартийных группировках», существовавших в истории ВКП(б) — «троцкистах», «демократических централистах», «рабочей оппозиции», «правых уклонистах» и др. Это письмо на местах следовало рассматривать как прямое указание к действию.
26 января 1935 года Сталин подписал постановление Политбюро о высылке из Ленинграда на север Сибири и в Якутию 663 бывших сторонников Зиновьева. Одновременно 325 бывших оппозиционеров были переведены из Ленинграда на партийную работу в другие районы. Аналогичные действия предпринимались и в других местах. Так, например, 17 января 1935 года Политбюро ЦК КПУ поставило вопрос о необходимости перевода бывших активных троцкистов и зиновьевцев из крупных промышленных центров республики и о подготовке материалов на исключённых из партии, в том числе за принадлежность к «троцкистскому и троцкистско-зиновьевскому блоку».
В марте-апреле 1935 года Особое совещание при НКВД СССР осудило ряд известных партийных деятелей (А. Г. Шляпников и др.), поддержавших в 1921 года во время дискуссии по материалам X съезда партии платформу «рабочей оппозиции», по сфальсифицированному делу о создании «контрреволюционной организации — группы „рабочей оппозиции“».
В январе-апреле 1935 года органы НКВД «раскрыли» так называемое «кремлёвское дело», в рамках которого была арестована группа служащих правительственных учреждений в Кремле по обвинению в создании террористической группы, готовившей покушения на руководителей государства. В связи с этим делом 3 марта 1935 года был снят с поста секретаря ЦИК СССР Авель Енукидзе. Его сменил бывший прокурор СССР А. И. Акулов, которого, в свою очередь, сменил первый заместитель А. Я. Вышинский.
27 мая 1935 года приказом НКВД СССР в республиках, краях и областях были организованы «тройки» НКВД, в состав которых входили начальник Управления НКВД, начальник Управления милиции и областной прокурор. «Тройки» принимали решения о высылке, ссылке или заключении в лагерь сроком до 5 лет.

#### События в Ленинграде
С 1934 года советская и мировая астрономическая наука готовилась к солнечному затмению 19 июня 1936 года, которое должно было наблюдаться преимущественно на территории СССР. Расширившиеся в связи с этим зарубежные контакты директора Пулковской обсерватории Б. П. Герасимовича привлекли внимание НКВД, и было начато расследование «контрреволюционной вредительской организации» в среде научно-технической интеллигенции Ленинграда. Репрессиям подверглись сотрудники не только Пулковской обсерватории, но и многих других научных организаций — астрономы, геологи, геофизики, геодезисты, математики ряда научных и учебных заведений Ленинграда, Москвы и других городов.

### Большой террор

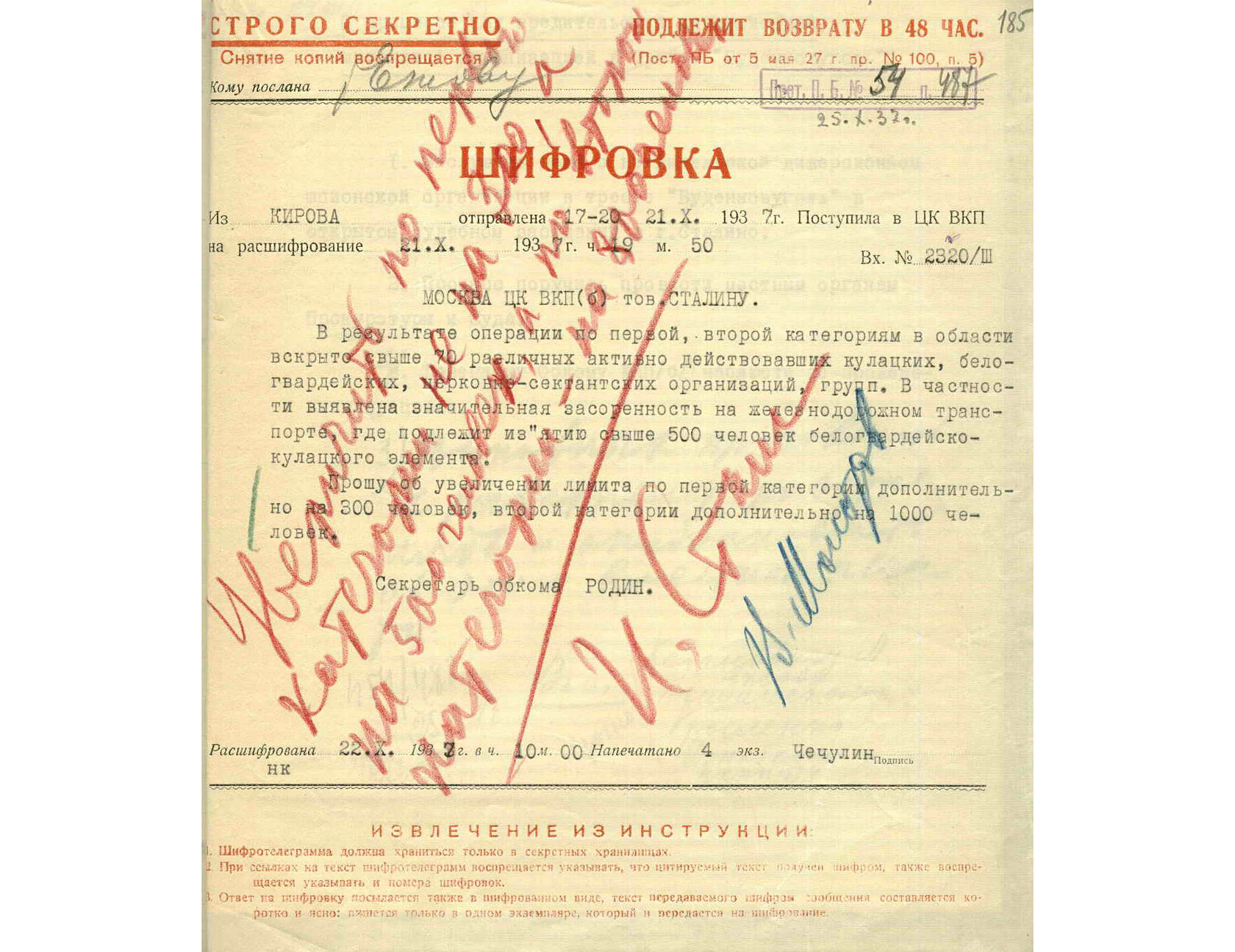
Запрос секретаря Кировского обкома М. Н. Родина на увеличение лимита: 300 человек по первой категории (расстрел) и 1000 — по второй (лагерный срок), красным карандашом указание от Сталина: «Увеличить по первой категории не на 300, а на 500 человек, по второй категории — на 800 человек». 22 октября 1937 г.

26 сентября 1936 года наркомом внутренних дел вместо Ягоды был назначен Николай Ежов. На 1937—1938 годы пришёлся один из пиков арестов. За эти два года по делам органов НКВД, по всем видам преступлений, был арестован 1 575 259 человек, из них 681 692 человека приговорены к расстрелу.
Андрей Медушевский называет «Большой террор» «ключевым инструментом сталинской социальной инженерии». По его словам, существует несколько различных подходов к интерпретации сущности «Большого террора», истоков замысла массовых репрессий, влияния различных факторов и институциональной основы террора. «Единственное, — пишет он, — что, по-видимому, не вызывает сомнений, — это определяющая роль самого Сталина и главного карательного ведомства страны — ГУГБ НКВД в организации массовых репрессий».

#### Московские процессы
В 1936—1938 годах состоялись три больших открытых процесса над бывшими высшими деятелями ВКП(б), которые были в 1920—1930-е годы связаны с троцкистской или правой оппозицией. За рубежом их назвали «Московскими процессами» (англ. Moscow Trials).

«Список лиц», которых руководство НКВД предлагало осудить к расстрелу в закрытом заседании Военной коллегии Верховного суда СССР (подписан Сталиным, Молотовым и Ворошиловым). Из него вычеркнуты большинство обвиняемых на показательном процессе по делу «Антисоветского право-троцкистского блока», который состоится через 4 месяца. 1 ноября 1937

Обвиняемым, которых судила Военная коллегия Верховного суда СССР, вменялось в вину сотрудничество с западными разведками с целью убийства Сталина и других советских лидеров, роспуска СССР и восстановления капитализма, а также организация вредительства в разных отраслях экономики с той же целью.
- Первый московский процесс над 16 членами так называемого «Троцкистско-Зиновьевского Террористического Центра» состоялся в августе 1936. Основными обвиняемыми были Зиновьев и Каменев. Помимо прочих обвинений, им инкриминировалось убийство Кирова, и заговор с целью убийства Сталина.
- Второй процесс (дело «Параллельного антисоветского троцкистского центра») в январе 1937 года прошёл над 17 менее крупными руководителями, такими, как Радек, Пятаков и Сокольников. 13 человек были расстреляны, остальные отправлены в лагеря, где вскоре умерли.
- Третий процесс над 21 членом так называемого «Право-троцкистского блока» состоялся 2-13 марта 1938 года. Главными обвиняемыми на нём были Николай Бухарин — бывший член Политбюро и глава Коминтерна, и Алексей Рыков — бывший член Политбюро и председатель СНК, которые в 1928—1929 гг. были лидерами «правой оппозиции» в ВКП(б)[92]. Остальные — Г. Г. Ягода, Х. Г. Раковский, Н. Н. Крестинский, М. А. Чернов и другие. Их обвинили «в том, что они по заданию разведок враждебных Советскому Союзу иностранных государств составили заговорщическую группу под названием „право-троцкистский блок“, поставившую своей целью шпионаж в пользу иностранных государств, вредительство, диверсии, террор, подрыв военной мощи СССР, провокацию военного нападения этих государств на СССР, расчленение СССР и отрыв от него Украины, Белоруссии, Средне-Азиатских республик, Грузии, Армении, Азербайджана, Приморья на Дальнем Востоке — в пользу упомянутых иностранных государств, наконец, свержение в СССР существующего социалистического общественного и государственного строя и восстановление капитализма, восстановление власти буржуазии»[93]. Все подсудимые были признаны виновными и, кроме троих, расстреляны.

В первый день процесса обвиняемый Крестинский отказался от своих показаний на следствии, заявив, что они были даны «не добровольно». Однако на следующий день он отказался уже от заявления о ложности показаний («…я не в состоянии был сказать правду, не в состоянии был сказать, что я виновен. И вместо того, чтобы сказать — да, я виновен, я почти машинально ответил — нет, не виновен») и осудил его как «троцкистскую провокацию».
В середине 1990-х годов в работах В. П. Наумова, М. Геллера и А. Некрича утверждалось, что в ходе допросов широко применялись шантаж (угрозы расправы с близкими родственниками), пытки и истязания, а признательные показания были вырваны силой.
Хотя формально репрессии осуществлялись под руководством Ежова, как утверждает О. В. Хлевнюк, существует большое количество документальных свидетельств о том, что деятельность Ежова в 1936—1938 годы тщательно контролировал и направлял Сталин.

#### Репрессии в РККА
В июне 1937 года состоялся суд над группой высших офицеров РККА, включая Михаила Тухачевского. Обвиняемым вменялась подготовка военного переворота, назначенного на 15 мая 1937 года. Впоследствии советское руководство провело масштабные репрессии в отношении значительной части командного состава РККА. Из восьми человек, входивших в состав Специального судебного присутствия Верховного суда СССР, приговорившего обвиняемых по «делу Тухачевского» к смертной казни, пятеро (Блюхер, Белов, Дыбенко, Алкснис и Каширин) сами также впоследствии стали жертвами репрессий.
За контрреволюционные преступления были осуждены лица высшего, среднего и младшего командного и начальствующего составов, а также рядового состава по годам: 1936 год — 925 человек, 1937 год — 4079, 1938 год — 3132, 1939 год — 1099 и 1940 год — 1603 человека. По данным архива Военной коллегии Верховного Суда СССР, к высшей мере наказания в 1938 году были приговорены 52 военнослужащих, в 1939 году — 112 и в 1940 году — 528 военнослужащих.
Репрессии способствовали быстрому продвижению оставшихся офицеров вверх по служебной лестнице. Например, 30-летний военный лётчик старший лейтенант Иван Проскуров меньше чем за год стал комбригом, а ещё через год возглавил ГРУ в звании генерал-лейтенанта.

#### Репрессии в органах государственной безопасности
Репрессии в органах ВЧК—ОГПУ—НКВД РСФСР—НКВД СССР проводились задолго до 1937 года. Ещё в начале 1920-х годов из «органов» был убран ряд «излишне активных» деятелей красного террора. В ходе борьбы с левой оппозицией были репрессированы некоторые чекисты, сочувствовавшие ей (например, за попытку передать Радеку письмо высланного из страны Троцкого был расстрелян Яков Блюмкин). Крупная «чистка» была проведена, когда ведомство возглавил Ягода.
6 сентября 1936 года наркомом внутренних дел вместо Ягоды был назначен Ежов, под руководством которого были проведены Второй и Третий Московские процессы и расследовано «Дело военных». Сама «чистка» 1937—1938 годов ассоциируется, в первую очередь, с именем Ежова («ежовщина», «ежовы рукавицы»). Сам Ягода был перемещён на пост наркома связи, а в 1937 — арестован. В феврале 1938 он предстал на Третьем московском процессе, где был обвинён в сотрудничестве с иностранными разведками и убийстве Максима Горького.
Из сотрудников госбезопасности с 1 октября 1936 по 15 августа 1938 года было арестовано 2273 человека, из них за «контрреволюционные преступления» — 1862. После прихода Берии за 1939 год к ним прибавилось ещё 937 человек. Часть из них была потом освобождена и восстановлена в органах.
Всего, как сообщается, было репрессировано около 20 тысяч сотрудников органов государственной безопасности, в числе которых — ряд бывших руководящих работников ВЧК, «соратников Дзержинского»: А. X. Артузов, Г. И. Бокий, М. Я. Лацис, М. С. Кедров, В. Н. Манцев, Г. С. Мороз, И. П. Павлуновский, Я. X. Петерс, М. А. Трилиссер, И. С. Уншлихт, В. В. Фомин.

#### Массовые репрессии в соответствии с приказом № 00447

Агитационный плакат Дмитлага НКВД

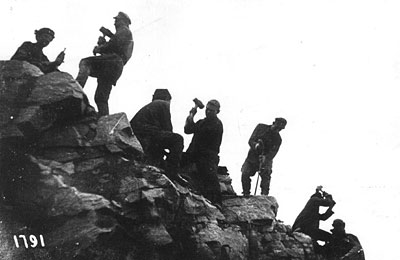
Заключённые на строительстве Беломорканала

30 июля 1937 года был принят приказ НКВД № 00447 «Об операции по репрессированию бывших кулаков, уголовников и других антисоветских элементов».
Согласно этому приказу, определялись категории лиц, подлежащих репрессиям Приказ НКВД № 00447:
1. Бывшие кулаки, вернувшиеся после отбытия наказания и продолжающие вести активную антисоветскую подрывную деятельность;
2. Бывшие кулаки, бежавшие из лагерей или трудпосёлков, а также кулаки, скрывшиеся от раскулачивания, которые ведут антисоветскую деятельность:
3. Бывшие кулаки и социально опасные элементы, состоявшие в повстанческих, фашистских, террористических и бандитских формированиях, отбывшие наказание, скрывшиеся от репрессий или бежавшие из мест заключения и возобновившие свою антисоветскую преступную деятельность;
4. Члены антисоветских партий (эсеры, грузмеки, муссаватисты, иттихадисты и дашнаки), бывшие белые, жандармы, чиновники, каратели, бандиты, бандпособники, переправщики, реэмигранты, скрывшиеся от репрессий, бежавшие из мест заключения и продолжающие вести активную антисоветскую деятельность;
5. Изобличённые следственными и проверенными агентурными материалами наиболее враждебные и активные участники ликвидируемых сейчас казачье-белогвардейских повстанческих организаций, фашистских, террористических и шпионско-диверсионных контрреволюционных формирований; Репрессированию подлежат также элементы этой категории, содержащиеся в данное время под стражей, следствие по делам которых закончено, но дела ещё судебными органами не рассмотрены.
6. Наиболее активные антисоветские элементы из бывших кулаков, карателей, бандитов, белых, сектантских активистов, церковников и прочих, которые содержатся сейчас в тюрьмах, лагерях, трудовых посёлках и колониях и продолжают вести там активную антисоветскую подрывную работу;
7. Уголовники (бандиты, грабители, воры-рецидивисты, контрабандисты-профессионалы, аферисты-рецидивисты, скотоконокрады), ведущие преступную деятельность и связанные с преступной средой; Репрессированию подлежат также элементы этой категории, которые содержатся в данное время под стражей, следствие по делам которых закончено, но дела ещё судебными органами не рассмотрены.
8. Уголовные элементы, находящиеся в лагерях и трудпосёлках и ведущие в них преступную деятельность.

Все репрессируемые разбивались на две категории:
1. «наиболее враждебные элементы» подлежали немедленному аресту и, по рассмотрении их дел на тройках — расстрелу.
2. «менее активные, но всё же враждебные элементы» подлежали аресту и заключению в лагеря или тюрьмы на срок от 8 до 10 лет.

Приказом НКВД для ускоренного рассмотрения тысяч дел были образованы «оперативные тройки» на уровне республик и областей. В состав тройки обычно входили: председатель — местный начальник НКВД, члены — местные прокурор и первый секретарь областного, краевого или республиканского комитета ВКП(б).
Для каждого региона Советского Союза устанавливались лимиты (пределы) по обеим категориям. (см.).
Часть репрессий проводилась в отношении лиц, уже осуждённых и находившихся в лагерях. Для них выделялись лимиты «первой категории» (10 тыс. чел.) и также образовывались тройки.
Приказом устанавливались репрессии по отношению к членам семей приговорённых:
1. Семьи, «члены которых способны к активным антисоветским действиям», подлежали выдворению в лагеря или трудпосёлки.
2. Семьи расстрелянных, проживающие в пограничной полосе, подлежали переселению за пределы пограничной полосы внутри республик, краёв и областей.
3. Семьи расстрелянных, проживающие в Москве, Ленинграде, Киеве, Тбилиси, Баку, Ростове-на-Дону, Таганроге и в районах Сочи, Гагры и Сухуми, подлежали выселению в другие области по их выбору, за исключением пограничных районов.
4. Все семьи репрессированных подлежали постановке на учёт и систематическое наблюдение.

Сроки действия «кулацкой операции» (как она иногда называлась в документах НКВД, поскольку «кулаки» (в терминологии чекистов) составляли большинство репрессированных) несколько раз продлевались, а лимиты пересматривались. Так, 31 января 1938 постановлением Политбюро для 22 регионов были выделены дополнительные лимиты в 57 200 чел., в том числе по «первой категории» — 48 тыс., 1 февраля Политбюро утверждает дополнительный лимит для лагерей Дальнего Востока в 12 тыс. чел. «первой категории», 17 февраля — дополнительный лимит для Украины в 30 тыс. по обеим категориям, 31 июля — для Дальнего Востока (15 тыс. по «первой категории», 5 тыс. по второй), 29 августа — 3 тыс. для Читинской области.
С августа 1937 года по ноябрь 1938 года по приговорам троек 390 тысяч человек были казнены, 380 тысяч отправлены в лагеря ГУЛага.
Были репрессированы также бывшие сотрудники КВЖД, обвинённые в шпионаже в пользу Японии.
21 мая 1938 года приказом НКВД были образованы «милицейские тройки», которые имели право без суда приговаривать «социально-опасные элементы» к ссылке или срокам заключения на 3—5 лет. Эти тройки вынесли различные приговоры 400 тыс. чел. В категорию рассматриваемых лиц попадали в том числе уголовники-рецидивисты и скупщики краденого.
В период усиления репрессий появилась практика, согласно которой родственникам расстрелянных сообщалось о том, что подследственные были осуждены на «десять лет лагерей без права переписки». При этом в судебных делах указывался реальный приговор — расстрел. Данная практика юридически была закреплена 11 мая 1939 в приказе НКВД СССР № 00515 «О выдаче справок о местонахождении арестованных и осуждённых».

#### Репрессии в отношении иностранцев и этнических меньшинств
- 9 марта 1936 года Политбюро ЦК ВКП(б) издало постановление «О мерах, ограждающих СССР от проникновения шпионских, террористических и диверсионных элементов». В соответствии с ним был усложнён въезд в страну политэмигрантов и была создана комиссия для «чистки» международных организаций на территории СССР.
- 25 июля 1937 года Ежов подписал и ввёл в действие приказ № 00439, которым обязал местные органы НКВД в 5-дневный срок арестовать всех германских подданных, в том числе и политических эмигрантов, работающих или ранее работавших на военных заводах и заводах, имеющих оборонные цеха, а также на железнодорожном транспорте, и в процессе следствия по их делам «добиваться исчерпывающего вскрытия не разоблачённой до сих пор агентуры германской разведки» ([104]). По этим делам было осуждено 30 608 чел., в том числе приговорено к расстрелу 24 858 чел.
- 11 августа 1937 года Ежов подписал приказ № 00485, которым приказал начать с 20 августа широкую операцию, направленную на полную ликвидацию местных организаций «Польской организации войсковой» и закончить её в 3-месячный срок ([105]). По этим делам было осуждено 103 489 человек, в том числе приговорено к расстрелу 84 471 чел.
- 17 августа 1937 года — приказ о проведении «румынской операции» в отношении эмигрантов и перебежчиков из Румынии в Молдавию и на Украину. Осуждено 8292 человек, в том числе приговорено к расстрелу 5439 чел.
- 30 ноября 1937 года — директива НКВД о проведении операции в отношении перебежчиков из Латвии, активистов латышских клубов и обществ. Осуждено 21 300 человек, из которых 16 575 человек расстреляны.
- 11 декабря 1937 года — директива НКВД об операции в отношении греков. Осуждено 12 557 чел., из которых 10 545 чел. приговорены к расстрелу.
- 14 декабря 1937 года — директива НКВД о распространении репрессий по «латышской линии» на эстонцев, литовцев, финнов, а также болгар. По «эстонской линии» осуждено 9 735 чел., в том числе к расстрелу приговорено 7998 чел., по «финской линии» осуждено 11 066 чел., из них к расстрелу приговорено 9078 чел.;
- 29 января 1938 года — директива НКВД об «иранской операции». Осуждено 13 297 чел., из которых 2 046 приговорены к расстрелу.
- 1 февраля 1938 года — директива НКВД о «национальной операции» в отношении болгар и македонцев.
- 16 февраля 1938 года — директива НКВД об арестах по «афганской линии». Осуждено 1 557 чел., из них 366 приговорено к расстрелу.
- 23 марта 1938 года — постановление Политбюро об очищении оборонной промышленности от лиц, принадлежащих к национальностям, в отношении которых проводятся репрессии.
- 24 июня 1938 года — директива Наркомата обороны об увольнении из РККА военнослужащих национальностей, не представленных на территории СССР.

#### Осуждение Военной коллегией Верховного суда
В 1937—1938 годы ВКВС приговорила к расстрелу около 30 000 человек. Списки подлежащих суду ВКВС с заранее намеченными мерами наказания подписывались членами Политбюро ЦК ВКП(б). В годы Большого террора члены Политбюро подписали 383 списка на 43 768 человек.

#### Члены семей изменников Родины
Известная фраза «Сын за отца не отвечает» была произнесена Сталиным в декабре 1935 года, когда на совещании в Москве передовых комбайнёров с партийным руководством один из них, башкирский колхозник Гильба, сказал: «Хотя я и сын кулака, но я буду честно бороться за дело рабочих и крестьян и за построение социализма». Уже через полтора года, однако, было принято Решение Политбюро ЦК ВКП(б) № П51/144 от 5 июля 1937 года:

144. — Вопрос НКВД.

1. Принять предложение Наркомвнудела о заключении в лагеря на 5-8 лет всех жён осуждённых изменников родины членов право-троцкистской шпионско-диверсионной организации, согласно представленному списку.

2. Предложить Наркомвнуделу организовать для этого специальные лагеря в Нарымском крае и Тургайском районе Казахстана.

3. Установить впредь порядок, по которому все жёны изобличённых изменников родины право-троцкистских шпионов подлежат заключению в лагеря не менее, как на 5-8 лет.

4. Всех оставшихся после осуждения детей-сирот до 15-летнего возраста взять на государственное обеспечение, что же касается детей старше 15-летнего возраста, о них решать вопрос индивидуально.

5. Предложить Наркомвнуделу разместить детей в существующей сети детских домов и закрытых интернатах наркомпросов республик.

Все дети подлежат размещению в городах вне Москвы, Ленинграда, Киева, Тифлиса, Минска, приморских городов, приграничных городов.

СЕКРЕТАРЬ ЦК
Во исполнение этого приказа 15 августа 1937 года последовала соответствующая директива НКВД, уже содержащая ряд уточнений:
- регламентированы тотальные репрессии только против жён и детей, а не вообще любых членов в семьи, как в приказе Политбюро;
- жён предписано арестовывать вместе с мужьями;
- бывших жён предписано арестовывать только в случае, если они «участвовали в контрреволюционной деятельности»
- детей старше 15 лет предписано арестовывать только в случае, если они будут признаны «социально-опасными»
- арест беременных женщин, имеющих на руках грудных детей, тяжелобольных может быть временно отложен
- дети, оставшиеся после ареста матери без присмотра, помещаются в детские дома, «если оставшихся сирот пожелают взять другие родственники (не репрессируемые) на своё полное иждивение — этому не препятствовать»
- механизмом выполнения директивы предусмотрено Особое Совещание НКВД.

В дальнейшем подобная политика несколько раз корректировалась.
Насильственное разлучение детей и родителей-«врагов народа» было одной из репрессивных практик СССР.
В октябре 1937 года директивой НКВД репрессии в отношении ЧСИР расширены с осуждённых членов «право-троцкистского блока» также на ряд осуждённых по части «национальных линий» («польская линия», «немецкая», «румынская», «харбинская»). Однако уже в ноябре такие аресты прекращены.
В октябре 1938 года НКВД перешёл к арестам не всех поголовно жён осуждённых, а только тех, кто «содействовал контрреволюционной работе мужей», или в отношении которых «имеются данные об антисоветских настроениях».
Приказом НКВД 00486 1937 года на Административно-хозяйственное управление НКВД было возложено особое задание по изъятию детей врагов народа и определению этих детей в детские учреждения или передаче родственникам на опеку.

С 15 августа 1937 года по настоящее время Административно-хозяйственным управлением проделана следующая работа:

Всего по Союзу изъято детей -------------25 342 человек.

из них:

а) Направлено в детдома Наркомпроса и местные ясли --.22 427 человек.

из них г. Москвы ------------------….1909 чел.

б) Передано на опеку и возвращено матерям.-------..2915 человек.
У большинства осуждённых жён сроки заканчивались в начале 1940-х годов. Однако, в связи с началом войны, уже 22 июня 1941 года была издана директива о запрете освобождения уголовников и «контрреволюционных элементов». Вместе с тем, уже через год последовала другая директива о разрешении освобождения ЧСИР, всех освобождённых таким образом предписывалось оставлять в лагерях на положении вольнонаёмных. Окончательное освобождение прошло только после войны, при этом бывшим ЧСИР было запрещено проживать в крупных городах.
В 1950-е годы, после XX съезда КПСС, основная масса ЧСИР реабилитированы.
Если согласно приказу НКВД № 00386 было арестовано 18 тысяч жён осуждённых и изъято 25 тысяч детей, основная масса членов семей лиц, осуждённых по другим делам, или членов семей «бывших людей» (бывших священников, белогвардейцев, царских чиновников, дворян и др.) не заключалась в лагеря. Вместе с тем они подвергались ряду других ограничений — ограничения при поступлении в ВУЗЫ, при приёме на работу, при призыве в Красную Армию, часто ограничивались избирательные права («лишенцы»).
Такая дискриминация прямо подталкивала многих людей скрывать элементы своей биографии и спровоцировала кампанию «Отрекаемся от своих отцов».
27 августа 1938 года выходит циркуляр НКВД, вводящий возможность одностороннего развода с осуждённым/осуждённой одного из супругов, оставшегося на воле.
В 1939 году был отменён классовый подход при призыве в Красную Армию, вместе с тем детям «бывших людей» всё ещё был закрыт доступ в военные училища.

#### Окончание Большого террора
22 августа 1938 года на должность первого заместителя главы НКВД СССР был назначен Лаврентий Берия, который с сентября 1938 по январь 1939 года провёл широкомасштабные аресты ставленников Ежова в НКВД, прокуратуре, милиции. 29 сентября 1938 года Ежов подписал совершенно секретный приказ № 00641 о реорганизации структуры ведомства. Согласно этому приказу, в Наркомате было создано бюро по рассмотрению жалоб. Ежов был фактически отстранён от работы в НКВД. 17 ноября 1938 года было принято совместное постановление СНК СССР и ЦК ВКП (б) «Об арестах, прокурорском надзоре и ведении следствия», которое положило конец массовым арестам и высылкам. Были упразднены внесудебные тройки НКВД, восстановлен прокурорский надзор за следственным аппаратом НКВД. 25 ноября Берия сменил Ежова на посту главы НКВД. Тогда же он подписал приказ «О недостатках в следственной работе органов НКВД», предписывавший освободить из-под стражи всех незаконно арестованных, установить строгий контроль за соблюдением уголовно-процессуальных норм. Бюро по рассмотрению жалоб пересмотрело приговоры и только в 1939 году освободило из ИТЛ и тюрем 330 тысяч человек.
10 апреля 1939 года Ежов был арестован по обвинению в сотрудничестве с иностранными разведками и террористической деятельности, а 3 февраля 1940 года осуждён и на следующий день расстрелян.

## Политические репрессии 1939—1941 годов

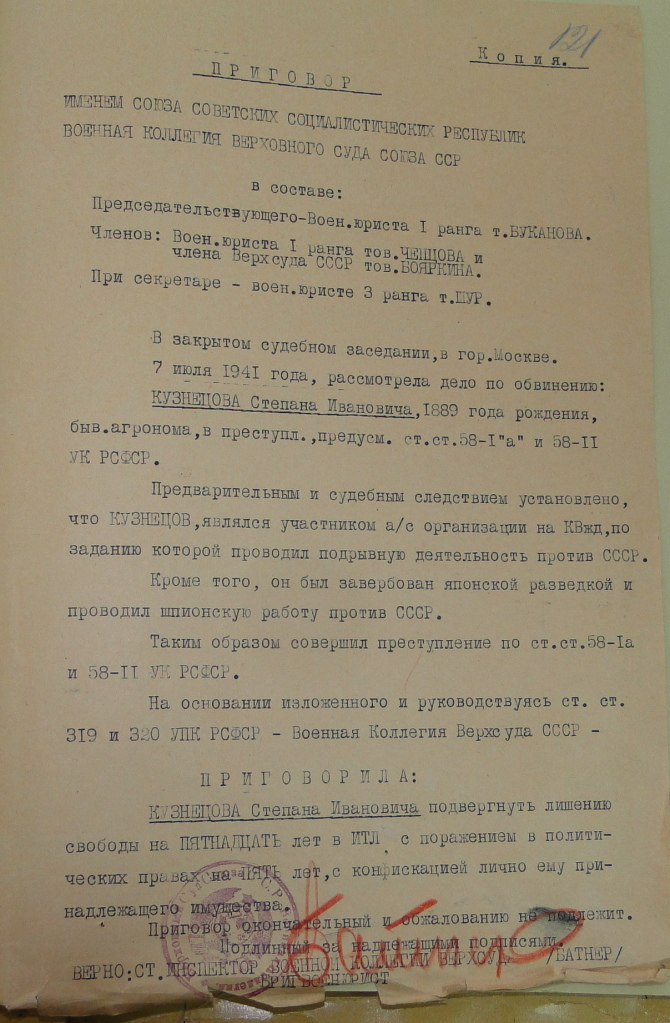
Приговор Кузнецову С. И. от 7 июля 1941 г. В 1955 году справка о реабилитации была подписана А. А. Чепцовым, который к тому времени уже возглавил Военную коллегию ВС СССР (см. ниже)

После военной операции по присоединению к СССР восточных регионов Польши — Западной Белоруссии и Западной Украины НКВД начал кампанию арестов на этих территориях. Согласно статистическим сводкам Главного управления государственной безопасности НКВД, изученным О. А. Горлановым и А. Б. Рогинским, по обвинению в контрреволюционных преступлениях с сентября 1939 по июнь 1941 года там было арестовано 108 063 человека:табл. 1.
Кроме того, в 1940 году были проведены три массовые депортации населения из Западной Белоруссии и Западной Украины:
1. в феврале 1940 года около 140 тысяч польских осадников и лесников с семьями были вывезены в спецпосёлки НКВД в северных и восточных районах СССР;
2. в апреле 1940 года последовала административная высылка в Казахстан около 61 тысячи членов семей арестованных участников подпольных организаций, офицеров польской армии, полицейских, тюремщиков, жандармов, помещиков, фабрикантов и чиновников польского государственного аппарата. Главы этих семей в основном были расстреляны (см. Катынский расстрел);
3. в конце июня 1940 года были депортированы около 78 тысяч беженцев с территорий Польши, оккупированных нацистской Германией, которые отказались принять советское гражданство. Среди них было 90 % евреев[112][113].

В мае-июне 1941 года на всех присоединённых к СССР в 1939—1940 годах территориях (Западная Украина и Западная Белоруссия, Прибалтика, Молдавия, Черновицкая и Измаильская области УССР) НКВД были проведены массовые операции по аресту и депортации «социально чуждых» элементов. Были арестованы участники «контрреволюционных партий и антисоветских националистических организаций», бывшие помещики, крупные торговцы, фабриканты и чиновники, бывшие жандармы, охранники, руководящий состав полиции и тюрем. Они по решениям Особого совещания при НКВД СССР направлялись в лагеря на срок 5—8 лет с последующей ссылкой в отдалённые местности на срок 20 лет. Члены их семей, члены семей участников «контрреволюционных националистических организаций», главы которых были осуждены к расстрелу либо скрывались, а также беженцы из Польши, отказавшиеся принимать советское гражданство, направлялись на поселение сроком 20 лет в Казахскую ССР, Коми АССР, Алтайский и Красноярский края, Кировскую, Омскую и Новосибирскую области.
В результате этих операций было направлено в концлагеря около 19 тыс. человек, а ещё около 87 тыс. были направлены на поселение.
Количество этих репрессированных распределяется по различным территориям так:
- Эстония — 10 016
- Литва — 17 501
- Латвия — 16 900
- Молдавия, Черновицкая и Измаильская области УССР — 30 389
- Западная Украина — 11 093
- Западная Белоруссия — около 21 000 человек.

Советские военнослужащие, попавшие в плен во время советско-финской войны, после возвращения на родину с окончанием войны в 1940 г. также подверглись репрессиям. Л. Берия докладывал Сталину, что бывших военнопленных в числе 4354 чел., на которых нет достаточного материала для предания суду, «подозрительных по обстоятельствам пленения и поведения в плену», планируется решением Особого Совещания НКВД СССР осудить к заключению в исправительно-трудовые лагеря НКВД сроком от 5 до 8 лет, а освободить следует лишь 450 человек, попавших в плен, будучи ранеными, больными или обмороженными.
В связи с заключением пакта Молотова — Риббентропа некоторые арестованные в СССР немецкие и австрийские эмигранты (например, М. Бубер-Нейман, Ф. Г. Хоутерманс, А. Вайсберг, Ф. Коричонер) в 1940—1941 годах были выданы нацистской Германии, после чего были заключены в нацистские тюрьмы и концентрационные лагеря.

## Политические репрессии периодаВеликой Отечественной войны
В начале войны при приближении вермахта подозреваемые или обвинённые в «контрреволюционной деятельности» зачастую расстреливались во внесудебном порядке. Наиболее массово подобная практика применялась в ряде западных областей УССР, в меньшей степени в БССР и эпизодически в Прибалтийских советских республиках, которые были быстро заняты немецкими войсками. Подобная практика применялась и в РСФСР и Карело-Финской ССР во время прорывов немецких войск. В официальных документах НКВД эти действия именовались как «разгрузка тюрем» или «убытие по 1-й категории». Расстрелы преимущественно проводились в тюрьмах, хотя известен ряд случаев, когда это происходило при конвоировании задержанных и подозреваемых по «контрреволюционным» статьям.
В мае—июне 1941 года были арестованы некоторые высокопоставленные военные и руководители оборонной промышленности — занимавший ранее должность начальника Генерального штаба маршал К. Мерецков, начальник ПВО страны Г. Штерн, генерал-полковник А. Локтионов (незадолго до ареста снятый с должности командующего Прибалтийским военным округом), помощник начальника Генштаба генерал-лейтенант Я. Смушкевич, командующий ВВС РККА П. Рычагов, начальник штаба ВВС П. Володин, начальник ВВС 7-й армии И. Проскуров, начальник Военной академии ВВС Ф. Арженухин, генералы М. Каюков и П. Юсупов, заместитель председателя Артиллерийского комитета ГАУ РККА И. Засосов, а также нарком вооружений Б.Ванников, его заместители Барсуков и Мирзаханов, начальник патронного главка Ветошкин, ряд директоров и главных инженеров оружейных заводов, руководящие работники по вооружению РККА — заместитель начальника Главного артиллерийского управления (ГАУ) Г. Савченко, заместитель начальника вооружений ВВС И. Сакриер, начальник Управления стрелкового вооружения ГАУ С. Склизков.
Однако вскоре Ванников и другие работники наркомата вооружений, а также некоторые военные, в том числе Мерецков, были освобождены, а 18 октября 1941 года нарком внутренних дел Л. Берия отдал приказ о расстреле без какого-либо приговора суда или даже решения внесудебного органа Штерна, Локтионова, Смушкевича, Савченко, Рычагова, Сакриера, Засосова, Володина, Проскурова, Склизкова, Арженухина и Каюкова, начальника опытного отдела наркомата вооружений М. Соборнова, начальника особого конструкторского бюро наркомата вооружений Я. Таубина, заместителя наркома торговли СССР Д. Розова, главного арбитра СССР Ф. Голощёкина, первого секретаря Омского обкома партии Д. Булатова, заместителя наркома рыбной промышленности СССР С. Вайнштейна, директора института косметики и гигиены И. Белахова, литератора Е. Дунаевского, бывшего директора Военно-санитарного института М. Кедрова, начальника главка Наркомпищепрома СССР А. Слезберг, а также жён Савченко, Рычагова и Розова.

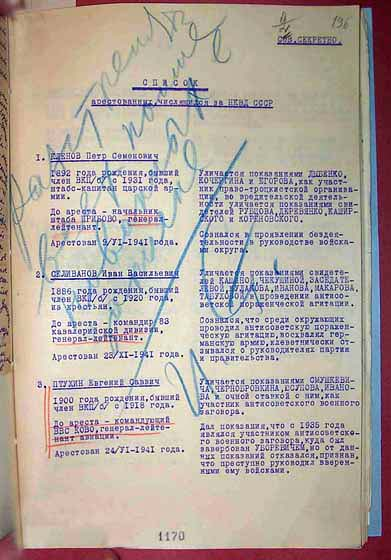
Заглавная страница «расстрельного» списка от 29 января 1942 г. с именами генералов П. Клёнова, И. Селиванова, Е. Птухина, и наложенной личной резолюцией И. В. Сталина: «Расстрелять всех поименованных в записке. И. Ст.»

В период Великой Отечественной войны по обвинениям в контрреволюционных преступлениях был арестован 21 генерал.
В декабре 1941 года были приговорены к расстрелу оказавшиеся в СССР лидеры Бунда Хенрих Эрлих и Виктор Альтер (Альтер был расстрелян, а Эрлих покончил с собой в ожидании казни). В октябре 1942 года в СССР был расстрелян видный германский и норвежский троцкист Вальтер Хельд (Хайнц Эпе), который был арестован в мае 1941 года при проезде через СССР транзитом.
В 1941—1942 годах во время блокады Ленинграда по обвинению в проведении «антисоветской, контрреволюционной, изменнической деятельности» местным Управлением НКВД было арестовано от 200 до 300 сотрудников ленинградских высших учебных заведений и членов их семей. По итогам нескольких состоявшихся судебных процессов, Военным трибуналом войск Ленинградского фронта и войск НКВД Ленинградского округа были осуждены на смертную казнь 32 высококвалифицированных специалиста (четверо были расстреляны, остальным мера наказания была заменена на различные сроки исправительно-трудовых лагерей), многие из арестованных учёных погибли в следственной тюрьме и лагерях.
Бежавшие из фашистского плена и освобождённые советскими войсками советские военнопленные, как правило, направлялись на проверку в специально созданные для этого проверочно-фильтрационные лагеря, где содержались в условиях, мало отличавшихся от условий, существовавших в исправительно-трудовых лагерях для осуждённых преступников. Такие лагеря были созданы постановлением Государственного комитета обороны от 27 декабря 1941 г. Срок пребывания в фильтрационных лагерях ничем не ограничивался. После окончания войны все освобождённые из плена и репатриированные советские военнослужащие направлялись в рабочие батальоны для работы на предприятиях угольной и лесной промышленности, находящихся в отдалённых районах страны. Многие тысячи из них были обвинены в измене, арестованы и осуждены к заключению в лагерях ГУЛАГа.
Летом 1944 года советские войска вступили на территорию Польши. Ещё до этого на территории Западной Украины и Западной Белоруссии, а также Литвы советские войска встретились с формированиями польской партизанской Армии Крайовой (АК), которая подчинялась польскому правительству в изгнании. Перед ней была поставлена задача по мере отступления немцев овладевать освобождёнными районами как в Западной Белоруссии, Западной Украине и Литве, так и в самой Польше так, чтобы вступающие советские войска уже заставали там сформированный аппарат власти, поддержанный вооружёнными отрядами, подчинёнными эмигрантскому правительству. Советские войска сначала осуществляли совместные с АК операции против немцев, а затем офицеры АК арестовывались, а бойцы разоружались и мобилизовывались в просоветское Войско Польское. На освобождённых землях, то есть непосредственно в тылу Красной Армии, продолжались попытки разоружения отрядов АК, которые уходили в подполье. Это происходило с июля 1944 года и на территории самой Польши. Уже 23 августа 1944 года из Люблина в лагерь под Рязанью был отправлен первый этап интернированных бойцов АК. Перед отправкой их держали в бывшем нацистском концлагере Майданек.19 января 1945 года последний командующий АК Леопольд Окулицкий издал приказ о её роспуске. В феврале 1945 года представители эмигрантского польского правительства, находившиеся в Польше, большинство делегатов Совета Национального единства (временного подпольного парламента) и руководители АК были приглашены генералом НКГБ И. А. Серовым на конференцию по поводу возможного вхождения представителей некоммунистических группировок во Временное правительство, которое поддерживалось Советским Союзом. Полякам были даны гарантии безопасности, однако их арестовали в Прушкуве 27 марта и доставили в Москву, где над ними состоялся суд. Советские органы госбезопасности и войска содействовали органам ПНР в борьбе с антикоммунистическими повстанцами. 592 польских граждан, задержанных советскими войсками в Белостокском воеводстве в июле 1945 года, как предполагается, были расстреляны во внесудебном порядке.
В январе 1945 года по неизвестной причине на оккупированной советскими войсками территории Венгрии органами СМЕРШ был арестован шведский дипломат Рауль Валленберг, который, по официальным данным, скончался в заключении в 1947 году.
В 1945 году органы СМЕРШ при советских войсках в Центральной Европе арестовывали живших там русских эмигрантов первой волны. Так, в Чехословакии было арестовано около 400 эмигрантов. Причиной десятилетних сроков заключения для них было, чаще всего, «участие в Гражданской войне», «участие в Белой армии», встречались формулировки «был членом антисоветской организации», «публиковал свои статьи в чешской газете „Народни листы“», «антисоветская агитация». После того, как в августе 1945 советские войска заняли Маньчжурию, жившие там русские эмигранты также арестовывались. Группа эмигрантов в 1945 году была выдана СССР Финляндией (Узники Лейно).

## Политические репрессии послевоенного периода
В декабре 1945 года был арестован командующий 12-й воздушной армией маршал авиации С. А. Худяков, а в апреле 1946 года был арестован главнокомандующий ВВС — главный маршал авиации А. А. Новиков. Были также арестованы нарком авиационной промышленности А. И. Шахурин, главный инженер ВВС А. К. Репин, член военного совета ВВС Н. С. Шиманов, начальник главного управления заказов ВВС Н. П. Селезнёв и начальники отделов управления кадров ЦК ВКП(б) А. В. Будников и Г. М. Григорьян («Авиационное дело»). 10—11 мая 1946 года Военная коллегия Верховного суда СССР рассмотрела обвинения, предъявленные Новикову, Шахурину, Репину, Шиманову, Селезнёву, Будникову и Григорьяну и признала их виновными в том, что «подсудимые протаскивали на вооружение ВВС заведомо бракованные самолёты и моторы крупными партиями и по прямому сговору между собой, что приводило к большому количеству аварий и катастроф в строевых частях ВВС, гибели лётчиков». Они были осуждены по статьям 128-а (выпуск недоброкачественной продукции) и 193-17 (злоупотребление властью, превышение власти, бездействие власти, а также халатное отношение к службе лица начальствующего состава РККА) на сроки заключения от семи до двух лет. С. Худяков в 1950 году был приговорён к расстрелу по обвинению в измене и был расстрелян.
В январе 1947 года были арестованы генерал-полковник В. Н. Гордов, бывший командующий войсками Приволжского военного округа, его заместитель Г. И. Кулик — маршал, разжалованный в 1942 году до звания генерал-майора, — и генерал-майор Ф. Т. Рыбальченко, начальник штаба того же округа. Основой обвинения стали разговоры, подслушанные на квартирах Гордова и Кулика, оборудованных техническими средствами МГБ.
В апреле 1948 года было сфальсифицировано дело по обвинению министра морского флота СССР А. А. Афанасьева, после того как сотрудники МГБ похитили его под видом сотрудников разведки США. По решению Особого совещания от 14 мая 1949 года Афанасьева приговорили к 20 годам заключения.
В 1948 году были арестованы близкие к маршалу Г. Жукову генерал-лейтенант В. В. Крюков и генерал-лейтенант К. Ф. Телегин (так называемое «Трофейное дело»). В 1951 году они были осуждены к 25 годам заключения каждый по обвинению в контрреволюционной агитации и хищениях.
В феврале 1948 года Военная коллегия Верховного суда СССР признала виновными адмиралов Н. Г. Кузнецова, Л. М. Галлера, В. А. Алафузова и Г. А. Степанова в том, что они в 1942—1944 годах без разрешения Правительства СССР передали Великобритании и США секретные чертежи и описания высотной парашютной торпеды, дистанционной гранаты, нескольких корабельных артиллерийских систем, схемы управления стрельбой, а также большое количество секретных морских карт.
В период с марта по август 1952 года были осуждены Военной коллегией Верховного суда СССР к длительным срокам лишения свободы 35 генералов, 21 из которых были арестованы в период войны, а остальные 14 — в послевоенное время (в том числе маршал авиации Г. А. Ворожейкин). Большинство из них обвинялось в проведении антисоветской агитации, а некоторые — в измене Родине.
В советской зоне оккупации Германии причиной заключения немецких граждан в специальные лагеря НКВД (МВД) могло служить подозрение в создании оппозиционных политических групп, контакты с организациями, расположенными в западных оккупационных зонах, расцениваемые как шпионаж и агентурная деятельность. В таких случаях могла применяться статья 58 советского Уголовного кодекса. В ряде случаев активисты оппозиции из стран Центральной Европы (Бела Ковач, Шара Кариг, группа Бельтера, Арно Эш) вывозились в СССР и им выносили приговоры советские суды и Особое Совещание. По приговору советского военного трибунала в Германии в 1952 году были по сфальсифицированному обвинению осуждены и отправлены в заключение в СССР германские коммунисты Альфред Шмидт, Лео Бауэр и генеральный секретарь Либерально-демократической партии Германии Гюнтер Штемпель. В 1952 году в Западном Берлине был похищен, а затем приговорён советским военным трибуналом к расстрелу, вывезен в СССР и расстрелян юрист Вальтер Линзе. На территории Северной Кореи, где до 1948 года дислоцировались советские войска (25-я армия), арестовывались, осуждались советским военным трибуналом и отправлялись в заключение в СССР корейцы, которые считались антисоветски настроенными.
В 1947 году была развёрнута пропагандистская кампания против «низкопоклонства перед Западом», поводом для которой послужило дело члена-корреспондента Академии медицинских наук СССР Н. Г. Клюевой и профессора Г. И. Роскина. Клюева и Роскин создали эффективный, по их мнению, препарат от рака — «КР» (круцин). Открытием (находившимся в состоянии разработки и ещё не проверенным должным образом) заинтересовались американцы, пожелавшие издать их книгу и предложившие программу совместных исследований. Соответствующая договорённость (с разрешения властей) была достигнута, и в ноябре 1946 г. командированный в США академик-секретарь АМН СССР В. В. Парин по указанию заместителя министра здравоохранения передал американским учёным рукопись книги и ампулы с препаратом. Это, однако, вызвало резкое недовольство Сталина. По возвращении Парин был арестован и осуждён к 25 лет заключения за «измену Родине».

…7. В отношении арестованных, которые упорно сопротивляются требованиям следствия, ведут себя провокационно и всякими способами стараются затянуть следствие либо сбить его с правильного пути, применяются строгие меры режима содержания под стражей.
К этим мерам относятся:
а) перевод в тюрьму с более жестким режимом, где сокращены часы сна и ухудшено содержание арестованного в смысле питания и других бытовых нужд;
б) помещение в одиночную камеру;
в) лишение прогулок, продуктовых передач и права чтения книг;
г) водворение в карцер сроком до 20 суток.
Примечание: в карцере, кроме привинченного к полу табурета и койки без постельных принадлежностей, другого оборудования не имеется; койка для сна предоставляется на 6 часов в сутки; заключенным, содержащимся в карцере, выдается на сутки только 300 гр. хлеба и кипяток и один раз в 3 дня горячая пища; курение в карцере запрещено.
8. В отношении изобличённых следствием шпионов, диверсантов, террористов и других активных врагов советского народа, которые нагло отказываются выдать своих сообщников и не дают показаний о своей преступной деятельности, органы МГБ, в соответствии с указанием ЦК ВКП(б) от 10 января 1939 года, применяют меры физического воздействия…

21 февраля 1948 года Президиум Верховного Совета СССР издал указ «О направлении особо опасных государственных преступников по отбытии наказания в ссылку на поселение в отдалённые местности СССР». Этот указ и постановление Совета Министров СССР от 21 февраля 1948 года «Об организации лагерей и тюрем со строгим режимом для содержания особо опасных государственных преступников [и о направлении их по отбытии наказания на поселение в отдалённые местности СССР]» обязывали МГБ СССР направить по решению Особого совещания в ссылку всех ранее освобождённых по отбытии наказания со времени окончания войны шпионов, диверсантов, террористов, троцкистов, правых, меньшевиков, эсеров, анархистов, националистов, белоэмигрантов и участников других антисоветских организаций и групп, а также лиц, «представляющих опасность по своим антисоветским связям и вражеской деятельности». Кроме того, указ обязывал МВД СССР направлять в ссылку те же категории лиц, по мере освобождения их по отбытии наказания из особых тюрем и лагерей. Всего в ссылку в таком порядке было направлено 52 468 человек.
В период 1949—1950 годов проводились мероприятия по зачистке закавказских республик от «политически неблагонадежных элементов». Бывшие члены партии «Дашнакцутюн» выселялись в Алтайский край. Было депортировано 3848 семей (15701 человек).
В послевоенный период в Прибалтике и Западной Украине действовали вооружённые отряды («лесные братья», Украинская повстанческая армия), которые вели партизанско-террористическую борьбу с властями. В Белоруссии в тот же период действовала менее многочисленная Белорусская освободительная армия. Ответным репрессиям подвергались не только участники этих отрядов и те, кто оказывал им содействие, но и родственники этих лиц (см. статьи Операция «Запад», Весна (операция, 1948)).
На основании постановления Совета Министров СССР за № 390—138сс от 29 января 1949 года, депортации из Прибалтики подлежали «кулаки с семьями, семьи бандитов и националистов, находящихся на нелегальном положении, убитых при вооружённых столкновениях и осуждённых, легализованные бандиты, продолжающие вести вражескую работу, и их семьи, а также семьи репрессированных пособников бандитов». В результате было депортировано 94 779 человек (см. статью Большая мартовская депортация).
На основании постановления Совета Министров СССР от 6 февраля 1949 г., депортации из Молдавии подлежали «бывшие помещики, крупные торговцы, активные пособники немецких оккупантов, лица, сотрудничавшие с немецкими органами полиции, участники профашистских партий и организаций, белогвардейцы, а также семьи всех вышеперечисленных категорий». Всего было депортировано 35 050 человек (смотри статью Операция «Юг»).
На основании постановления Совета Министров СССР № 5881-2201сс от 29 декабря 1949 года депортации из Качановского, Пыталовского и Печорского районов Псковской области (переданных в её состав из Латвийской и Эстонской ССР) подлежали «кулаки с семьями, семьи бандитов, а также репрессированных за антисоветскую деятельность». Всего было депортировано около 1,4 тысячи человек.
В 1951 году из западных республик СССР было депортировано 8 576 «свидетелей Иеговы» (Операция «Север»).
В послевоенный период в ряде городов СССР возникли подпольные молодёжные антисталинские группы («Коммунистическая партия молодёжи», «Всесоюзная Демократическая партия», «Союз борьбы за дело революции») которые выступали за «возвращение к ленинским принципам». Эти группы быстро выявлялись органами госбезопасности, и их участники арестовывались.
В 1949 году органами МГБ была арестована большая группа учёных-геологов по обвинению в том, что они с вредительской целью скрывали имеющиеся якобы на юге Красноярского края богатейшие месторождения полезных ископаемых, цветных и редких металлов, в первую очередь, урана. Они были осуждены к длительным срокам заключения.
13 августа 1949 года были арестованы бывшие секретарь ЦК ВКП(б) А. А. Кузнецов, первый секретарь Ленинградского обкома и горкома П. С. Попков, председатель Совета Министров РСФСР М. И. Родионов, председатель Ленинградского исполкома горсовета П. Г. Лазутин и бывший председатель Ленинградского облисполкома Н. В. Соловьев. 27 октября 1949 г. был арестован бывший председатель Госплана СССР Н. А. Вознесенский. Их обвинили в том, что они проводили «вредительско-подрывную работу, направленную на отрыв и противопоставление ленинградской партийной организации Центральному Комитету партии, превращение её в опору для борьбы с партией и ЦК ВКП(б)». Обвиняемые по «ленинградскому делу» были 30 сентября 1950 года приговорены к смертной казни и расстреляны. Всего по этому делу было осуждено 214 человек, из них 69 человек основных обвиняемых и 145 человек из числа близких и дальних родственников. 23 человека были приговорены к расстрелу. Кроме того, 2 человека умерли в тюрьме до суда.
12 января 1948 года председатель Еврейского антифашистского комитета актёр Соломон Михоэлс по приказу Сталина был убит на даче главы МГБ Белоруссии Л. Цанавы под Минском с инсценированной после убийства автомобильной катастрофой. В конце 1948 года — начале 1949 года были арестованы другие члены ЕАК, которые были обвинены в буржуазном национализме и разработке планов создания еврейской республики в Крыму, что отвечало бы американским интересам.
В феврале 1949 года пресса начала кампанию по борьбе с «космополитами», имевшую явный антисемитский характер. Сотни евреев из числа интеллигенции были арестованы в Москве и Ленинграде в первые месяцы 1949 года.
Группа «инженеров-вредителей», в большинстве своём евреи, была арестована на металлургическом комбинате в городе Сталино и расстреляна 12 августа 1952 года. «За потерю документов, содержащих важные государственные секреты», была арестована 21 января 1949 года и затем приговорена к пяти годам заключения в исправительно-трудовом лагере жена В. Молотова П. Жемчужина, по национальности еврейка, занимавшая ответственный пост в руководстве текстильной промышленности.
С 8 мая по 18 июля 1952 года состоялся закрытый процесс над членами Еврейского антифашистского комитета. Тринадцать обвиняемых были приговорены к смерти и расстреляны 12 августа 1952 года, ранее были расстреляны «инженеры-вредители» с автомобильного завода им. Сталина. В целом в связи с делом Еврейского антифашистского комитета было вынесено 125 приговоров, из них 23 смертных, все они были приведены в исполнение.
В октябре 1951 года были арестованы ряд сотрудников госбезопасности еврейского происхождения (генералы Н. И. Эйтингон и Л. Ф. Райхман, полковник Л. Л. Шварцман и другие). Все они были обвинены в организации большого «националистического еврейского заговора», возглавлявшегося министром госбезопасности В. С. Абакумовым, который был арестован 12 июля 1951 года по обвинению в том, что способствовал смерти во время следствия Я. Этингера, врача-еврея, арестованного в ноябре 1950 года, и тем самым «пытался помешать разоблачению преступной группы еврейских националистов, просочившихся в высокие сферы органов госбезопасности».
В 1951—1952 годах новые руководители МГБ сфабриковали так называемое «мингрельское дело» против руководителей организаций компартии Грузии в западных районах республики. Предполагается, что эта акция была косвенно направлена против Л. Берии, который по происхождению был мингрелом.
В период с июля 1951 по ноябрь 1952 года были арестованы 9 врачей, лечивших высшее партийное руководство, 6 из них были евреями. 13 января 1953 года в СССР во всех газетах было опубликовано сообщение об их аресте. Они обвинялись в том, что они «злодейски подрывали здоровье больных», ставили неправильные диагнозы, неправильным лечением губили пациентов. После этого по всей стране начались массовые увольнения евреев с работы, прежде всего из медицинских учреждений. Однако подготовка к судебному процессу по «делу врачей» прекратилась после смерти Сталина в марте 1953 года, и 4 апреля 1953 года появилось сообщение МВД СССР, о том, что «в результате проверки выяснилось, что врачи были арестованы неправильно, без каких-либо законных оснований», а показания врачей были получены при помощи «недопустимых приемов следствия».
«Дело врачей» стало последней крупной репрессивной акцией сталинской эпохи. После смерти Сталина политические репрессии больше никогда не достигали подобных масштабов.

## Пытки
В ходе допросов обвиняемых были выявлены факты применения к арестованным физического воздействия с целью получения показаний. Во времена хрущёвской «оттепели» советская прокуратура осуществила проверку ряда политических процессов и групповых судебных дел. Во всех случаях проверка вскрыла грубую фальсификацию, когда «признательные показания» были получены под пытками. Специальная комиссия ЦК КПСС под руководством секретаря ЦК П. Н. Поспелова заявила, что имели место «факты незаконных репрессий, фальсификации следственных дел, применения пыток и истязаний заключённых». Например, в ходе допросов кандидата в члены Политбюро Р. Эйхе ему был сломан позвоночник, а маршал В. Блюхер скончался в Лефортовской тюрьме от последствий систематических побоев.
Согласно записке комиссии Президиума ЦК КПСС в президиум ЦК КПСС о результатах работы по расследованию причин репрессий («Комиссия Шверника»), арестованные, которые старались доказать свою невиновность и не давали требуемых показаний, как правило, подвергались мучительным пыткам и истязаниям.

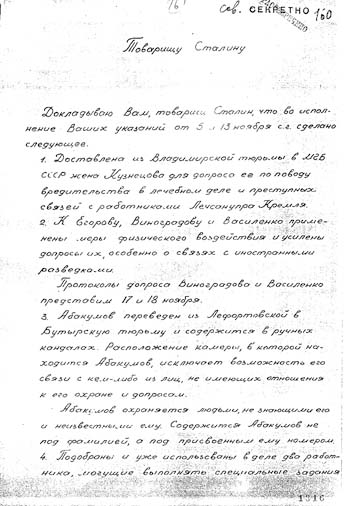
Докладная записка министра госбезопасности Игнатьева на имя И. В. Сталина: «Докладываю Вам, товарищ Сталин, что во исполнение Ваших указаний от 5 и 13 ноября с.г. сделано следующее: …2. К Егорову, Виноградову и Василенко применены меры физического воздействия и усилены допросы их, особенно о связях с иностранными разведками». 15 ноября 1952 г.

К ним применялись так называемые «стойки», «конвейерные допросы», заключение в карцер, содержание в специально оборудованных сырых, холодных или очень жарких помещениях, лишение сна, пищи, воды, избиения и различного рода пытки. В записке, среди прочего, приводится выдержка из письма заместителя командующего Забайкальским военным округом комкора Лисовского: «…Били жестоко, со злобой. Десять суток не дали минуты сна, не прекращая истязаний. После этого послали в карцер… По 7-8 часов держали на коленях с поднятыми вверх руками или сгибали головой под стол и в таком положении я стоял также по 7-8 часов. Кожа на коленях вся слезла, и я стоял на живом мясе. Эти пытки сопровождались ударами по голове, спине».
В записке комиссии Шверника были приведены документы, свидетельствующие о том, что пытки и истязания политических заключённых применялись с санкции высшего руководства СССР и лично И. В. Сталина. 10 января 1939 г., через некоторое время после окончания Большого террора, от имени ЦК на места была разослана телеграмма, где разъяснялось, «что применение физического воздействия в практике НКВД было допущено с 1937 года с разрешения ЦК ВКП», и несмотря на то, что «впоследствии на практике метод физического воздействия был загажен мерзавцами Заковским, Литвиным, Успенским и другими», «ЦК ВКП считает, что метод физического воздействия должен обязательно применяться и впредь… в отношении явных и неразоружившихся врагов народа, как совершенно правильный и целесообразный метод».
В некоторых случаях пытки конкретных заключённых проводились по специальному указанию Сталина. Так, в письменной инструкции Ежову 13 сентября 1937 г. Сталин требует «избить Уншлихта за то, что он не выдал агентов Польши по областям (Оренбург, Новосибирск и т. п.)».
4 апреля 1953 г., через месяц после смерти Сталина, вновь назначенный главой министерства внутренних дел Берия подписал приказ № 0068 «О запрещении применения к арестованным каких-либо мер принуждения и физического воздействия». В нём говорилось:

Министерством внутренних дел СССР установлено, что в следственной работе органов МГБ имели место грубейшие извращения советских законов, аресты невинных советских граждан, разнузданная фальсификация следственных материалов, широкое применение различных способов пыток — жестокие избиения арестованных, круглосуточное применение наручников на вывернутые за спину руки, продолжавшееся в отдельных случаях в течение нескольких месяцев, длительное лишение сна, заключение арестованных в раздетом виде в холодный карцер и др.
…Такие изуверские «методы допроса» приводили к тому, что многие из невинно арестованных доводились следователями до состояния упадка физических сил, моральной депрессии, а отдельные из них до потери человеческого облика.
Пользуясь таким состоянием арестованных, следователи-фальсификаторы подсовывали им заблаговременно сфабрикованные «признания» об антисоветской и шпионско-террористической работе.
…Приказываю:
1. Категорически запретить в органах МВД применение к арестованным каких-либо мер принуждения и физического воздействия; в производстве следствия строго соблюдать нормы уголовно-процессуального кодекса.
— Приказ министра внутренних дел Союза ССР № 0068 за 1953 год
Бывший помощник Генерального прокурора СССР Виктор Илюхин утверждает, что у подчинённых Берии было 26 способов незаконного выбивания показаний у задержанных.

## Депортации народов
Во время правления И. В. Сталина в СССР был проведён ряд депортаций по этническому принципу. Некоторые западные исследователи видят в них проявление политики расизма и/или этнических чисток.

### Депортации конца 1930-х

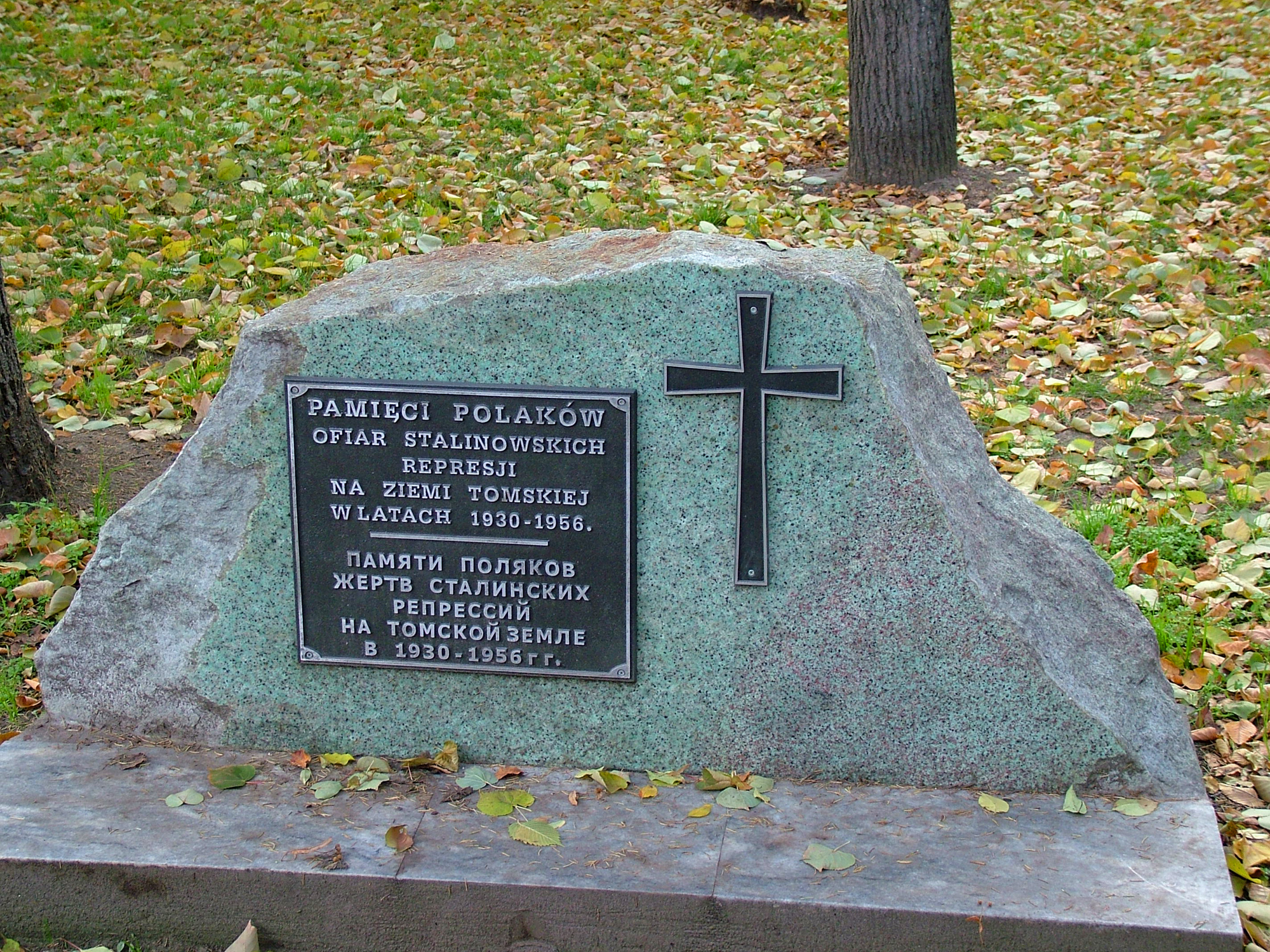
Мемориал памяти поляков — жертв сталинских репрессий на томской земле

В 1930-е гг. из погранзон СССР были выселены лица ряда национальностей, главным образом — иностранных для СССР того времени (румыны, корейцы, латыши и др.).
- 28 апреля 1936 — постановление Совнаркома о переселении из погранзоны Украины в Казахстан 70 тыс. поляков и немцев;
- 17 декабря 1936 — постановление Совнаркома о выселении ряда лиц из Азербайджана в Иран;
- 9 января 1937 — соответствующая директива НКВД в исполнение постановления Совнаркома от 17.12.1936. Намечено к выселению из Баку и погранзоны Азербайджана 2500 иранских поданных, 700 семей «контрреволюционных элементов»;
- 21 августа 1937 — Постановление ЦК ВКП(б) и СНК СССР «О выселении корейского населения пограничных районов Дальне-Восточного края»;
- 28 сентября 1937 — по распоряжению Сталина[142] все проживавшие на Дальнем Востоке корейцы (около 170 тысяч человек) были депортированы в Среднюю Азию. Корейские учебные заведения были закрыты, а сами депортированные корейцы подверглись серьёзным ограничениям в своих правах[142]. Таким образом, впервые[142] в советской истории принадлежность к определённой этнической группе сама по себе стала достаточным основанием для наказания[142]. Первую зиму им пришлось провести в наспех построенных землянках, в которых умерло много детей и стариков (треть всех грудных младенцев не пережила первой зимы)[142];
- 11 октября 1937 — директива НКВД о депортации курдов из погранзоны Азербайджана в Казахстан;
- 10 июня 1938 — депортации китайцев из Дальнего Востока в Синьцзян;
- 23 апреля 1939 — из Азербайджана в Казахстан были переселены курды, армяне и тюрки[143].

Масштаб депортаций увеличился после начала Второй мировой войны и присоединения к СССР части областей Польши (Западной Украины и Западной Белоруссии), Бессарабии, а также прибалтийских республик — Латвии, Литвы и Эстонии. Эти депортации проводились не по национальному, а по социальному критерию и были направлены прежде всего против чиновников старых администраций, военнослужащих, священнослужителей, а также социально активных групп населения (напр., студенчества).

### Депортация народов в 1941—1944

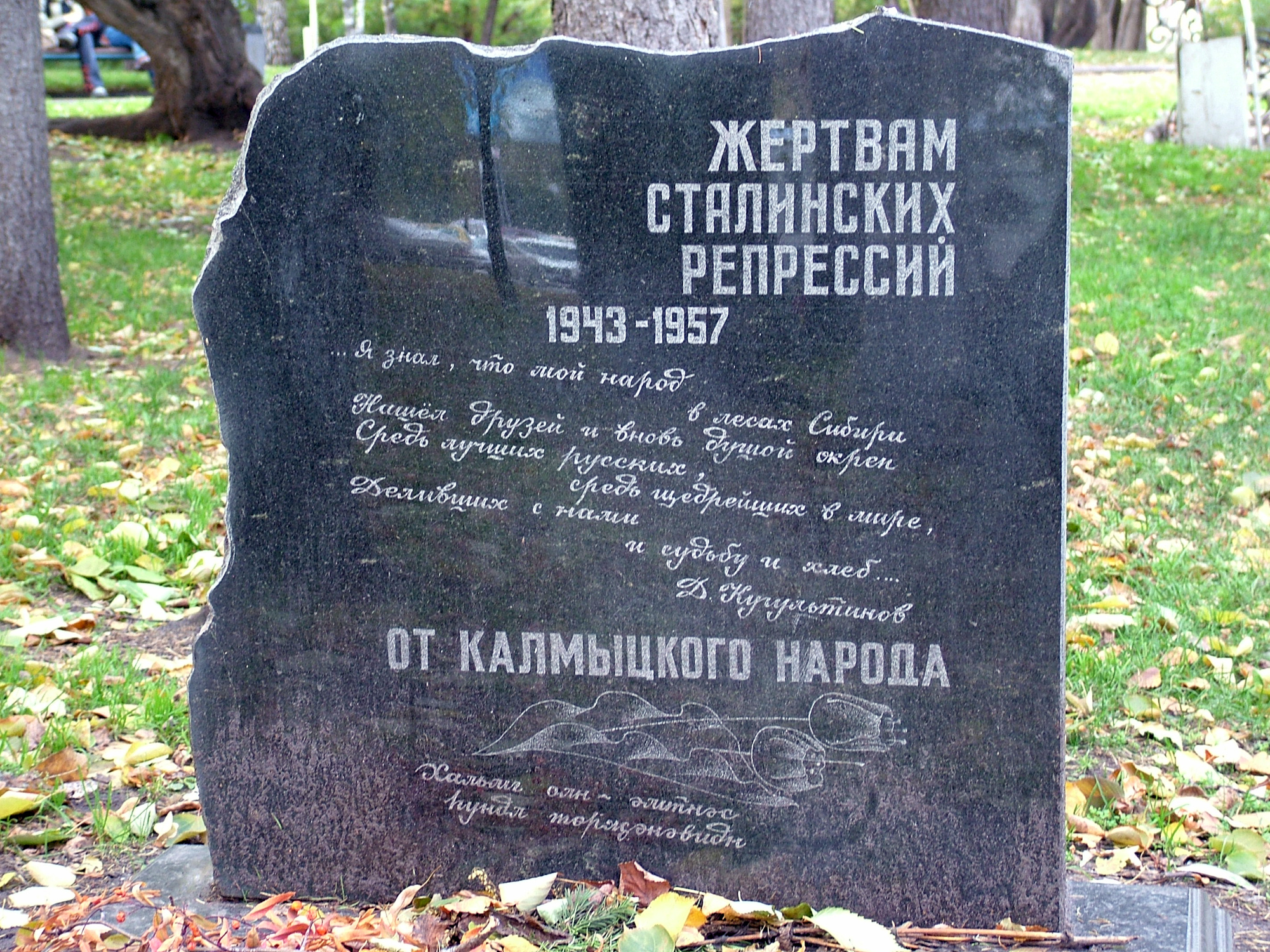
Мемориал «Жертвам сталинских репрессий» от калмыцкого народа, установленный в Томске

28 августа 1941 года (через 2 месяца после начала Великой Отечественной войны) национальная автономия поволжских немцев была ликвидирована, а они сами депортированы на территорию Казахской ССР. В 1942—1944 годах были также проведены депортации представителей ряда других национальностей. В частности, были депортированы: ингерманландские финны, калмыки, чеченцы, ингуши, карачаевцы, балкарцы, крымские татары, ногайцы, турки-месхетинцы, понтийские греки. Официальной причиной депортации были массовое дезертирство, коллаборационизм и активная антисоветская вооружённая борьба значительной части этих народов.
В 1944 г. согласно постановлению ГОКО № 5984сс с территории Крымской АССР были выселены болгары, греки и армяне Депортации была подвергнута большая часть народов, несмотря на то, что представители этих народов также сражались в рядах Красной Армии и принимали участие в партизанском движении.

### Депортации 1940—1950-х
Наиболее масштабные депортации из прибалтийских республик и Молдавской ССР были проведены в 1949 г. Начиная с 25 марта в течение нескольких дней из Эстонии были высланы более 20 000 человек, из Латвии — более 42 000 человек, из Литвы — около 32 000 человек. С 6 по 7 июля 1949 из Молдавии были выселены 11 293 семьи или 35 050 человек.
Депортация азербайджанского населения Армянской ССР была произведена в 1947—1950 годах согласно Постановлению Совета Министров СССР № 4083 от 23 декабря 1947 года «О переселении колхозников и другого азербайджанского населения из Армянской ССР в Кура-Араксинскую низменность Азербайджанской ССР». По итогам депортации, в Кура-Араксинскую низменность Азербайджанской ССР было переселено в три этапа более 100 000 человек. 10 000 человек было переселено в 1948 году, 40 000 — в 1949 году, 50 000 в 1950 году.
В 1948—1949 годах были депортированы десятки тысяч репатриантов-армян, а также коренных жителей Советской Армении.
В 1949 г. в Алтайский край было депортировано армянское население из южных регионов СССР.

## Репрессии и антисемитизм
По мнению Еврейской энциклопедии, направленность репрессий, начиная с середины 1930-х годов (и даже ранее) становилась всё более антисемитской и это достигло своего апофеоза в последние годы жизни Сталина.
В 1948—1953 годах политические репрессии в ряде случаев имели, по оценке некоторых источников, антисемитский характер. К ним относят убийство Соломона Михоэлса, кампанию по борьбе с космополитизмом, Дело Еврейского антифашистского комитета, Дело врачей и некоторые другие.
По утверждению Говарда Фаста, в 1949 году Национальный Комитет Коммунистической партии США официально обвинил ВКП(б) «в вопиющих актах антисемитизма». Как пишет Геннадий Костырченко, «масштабы официального антисемитизма, которые имели место в СССР в начале 1953 г., были предельно допустимыми в рамках существовавшей тогда политико-идеологической системы».
Тимоти Снайдер отрицает наличие специфически антисемитского элемента в репрессиях 1930-х годов, однако указывает на то, что в сталинских лагерях к моменту начала Второй мировой войны находилось больше евреев, чем в концлагерях нацистской Германии (в том числе это касается репрессированных сотрудников НКВД: значительную часть их до Большого террора составляли евреи, на смену которым пришли в основном русские и украинцы). По оценке Снайдера, голод 1932—1933 годов и политика террора привели к смерти примерно 100 тысяч советских евреев в 1930-х годах, что значительно превосходит число еврейских жертв гитлеровской политики в тот же период.

## Подавление науки
При Сталине подавлялись и запрещались целые научные направления, а против многих видных ученых, инженеров и врачей была организована травля, которая нанесла колоссальный урон отечественной науке и культуре. В некоторых случаях эти кампании содержали элементы антисемитизма. В той или иной степени идеологическое вмешательство коснулось таких дисциплин, как физика, химия, астрономия, языкознание (лингвистика), статистика, литературоведение, философия, социология, демография, экономика, генетика, педология, история и кибернетика. Ведущие демографы ЦУНХУ были арестованы и расстреляны после того, как, по мнению А. Вишневского, Сталину не понравились результаты переписи 1937 года, выявившие крупные потери населения от голода по сравнению с предполагавшейся численностью.

## Оценки масштабов сталинских репрессий
Оценки масштабов репрессий сильно различаются главным образом из-за разного определения понятия «репрессии» и набора категорий лиц, включаемых в понятие «жертвы репрессий», а также в связи с существенной неполнотой и противоречиями в доступных исследователям документах. К жертвам репрессий различные исследователи относят следующие категории граждан:
- только осуждённых за «контрреволюционные преступления» (преимущественно по 58-й статье) (Земсков, Воронцов);
- дополнительно включаются все осуждённые, а также сосланные на спецпоселения раскулаченные крестьяне, репрессированные народы (Охотин, Рогинский[176]);
- дополнительно включаются жертвы неоправданно жестоких наказаний по некоторым уголовным статьям (по «закону о колосках», за прогулы и т. п.);
- подсчитывается общее число заключённых в лагерях, колониях, тюрьмах и спецпоселениях, а также количество ссыльнопоселенцев, ссыльных и высланных (Вишневский[177]) либо общее количество осуждённых судами (включая наказания без лишения свободы; Попов[178][179], Цаплин[180]) и утверждается, что получившиеся огромные цифры характеризуют масштабы избыточно репрессивной политики государства.

Основным критерием для включения той или иной категории граждан в общее число репрессированных служит необоснованность применённых репрессий. Суммарные оценки А. Вишневского по всем упомянутым категориям составляют 25—30 млн подвергшихся репрессиям в виде лишения или значительного ограничения свободы на более или менее длительные сроки.
Всего жертвами террора за советский период, по данным международной организации «Мемориал», стало от 10—12 до 38—39 млн человек. Из них:
- 4,5—4,8 млн человек были осуждены по политическим мотивам, из них расстреляны примерно 1,1 млн, остальные попали в ГУЛАГ;
- не менее 6,5 млн подверглись депортации (с 1920 года, когда были депортированы 9 тысяч семей пяти казачьих станиц (45 тысяч человек), до депортации 1951—1952 годов);
- примерно 4 млн были лишены избирательных прав по Конституции 1918 года (более миллиона) и постановлению 1925 года (по которому в эту категорию включались члены семей);
- примерно 400—500 тысяч было репрессировано на основе разных указов и постановлений;
- 6—7 млн погибли от голода 1932—1933 годов;
- 17 961 тыс. человек стали жертвами так называемых трудовых указов (изданы 26 июня 1940 года, отменены в 1956 году).

### Количество осуждённых по обвинениям в контрреволюционных преступлениях
В феврале 1954 года на имя Первого секретаря ЦК КПСС Н. С. Хрущёва была подготовлена справка, подписанная Генеральным прокурором СССР Р. Руденко, министром внутренних дел СССР С. Кругловым и министром юстиции СССР К. Горшениным, в которой называлось число осуждённых за контрреволюционные преступления за период с 1921 г. по 1 февраля 1954 г. Согласно справке, всего за этот период было осуждено Коллегией ОГПУ, «тройками» НКВД, Особым совещанием, Военной Коллегией, судами и военными трибуналами 3 777 380 человек, в том числе приговорено к смертной казни 642 980 человек, к содержанию в лагерях и тюрьмах на срок от 25 лет и ниже — 2 369 220 человек, к ссылке и высылке — 765 180 человек.
Согласно «Справке 1 спецотдела МВД СССР о количестве арестованных и осуждённых в период 1921−1953 гг.» от 11 декабря 1953 г., подписанной начальником архивного отдела МВД Павловым, на основании данных которой, видимо, была составлена справка, направленная Хрущёву, за период с 1921 г. по 1938 г. по делам ВЧК-ГПУ-ОГПУ-НКВД и с 1939 г. по середину 1953 г. за контрреволюционные преступления было всего осуждено судебными и внесудебными органами 4 060 306 человек, из них приговорено к смертной казни 799 455 человек, к содержанию в лагерях и тюрьмах — 2 631 397 человек, к ссылке и высылке — 413 512 человек, к «прочим мерам» — 215 942 человека. Согласно этому документу, всего было арестовано за 1921—1938 гг. 4 835 937 человек (к/р — 3 341 989, другие преступления — 1 493 948) из них осуждено 2 944 879, из них к ВМН 745 220. В 1939—1953 осуждено за к/р — 1 115 247, из них к ВМН 54 235 (из них 23 278 в 1942 г.)).
По данным разных исследователей, всего за период с 1930 по 1953 годы по политическим обвинениям было арестовано от 3,6 до 3,8 млн человек, из них расстреляно от 748 до 786 тысяч. Основной пик расстрелов пришёлся на годы «большого террора», когда было казнено 682—684 тысячи человек.
Всего в 1918—1953 гг., по данным анализа статистики областных управлений КГБ СССР, проведённого в 1988 г., органами ВЧК—ГПУ—ОГПУ—НКВД—НКГБ—МГБ были арестованы 4 308 487 человек, из них 835 194 расстреляны.
Существует вполне обоснованное мнение, что при оценке общего числа жертв политических репрессий необходимо учитывать не только самих осуждённых за «контрреволюционные преступления». Репрессиям подвергались и члены семей осуждённых, которые могли проходить по документам не как осуждённые за «контрреволюционные преступления», а как «социально опасные» или «социально вредные элементы» (в эту категорию включались и некоторые другие лица, репрессированные по политическим мотивам). Кроме того, официальная статистика подобных репрессий принципиально неполна, поскольку были массовые казни, которые не включались ни в какую статистику, например Катынский расстрел (21 857 человек).

### Депортированные
По данным новейшей историографии, всего в 1930—1950-е гг. было депортировано от 6 до 6,4 млн человек; во время транспортировки и в период нахождения в ссылке умерли не менее 1,2 млн человек, то есть примерно каждый пятый.
По оценкам демографа Анатолия Вишневского, основанным на имеющихся архивных данных, в 1930—1953 гг. было депортировано не менее 6,4 млн человек (включая раскулачивание, депортации по национальному признаку и др.).

### Статистические данные о масштабах советской репрессивной политики
В Статистическом сборнике Верховного суда 1958 г. говорится о 17,96 млн приговорённых по указам военного времени, из которых 22,9 %, или 4113 тыс., были приговорены к лишению свободы, а остальные — к штрафам или исправительно-трудовым работам. Из них к жертвам политических репрессий могут быть отнесены осуждённые по Указу Президиума ВС СССР от 6 июля 1941 г. об ответственности за распространение в военное время ложных слухов, возбуждающих тревогу среди населения. 15,75 млн человек по этим указам были осуждены за самовольный уход с работы (самовольно менять место работы многим категориям работающих запрещалось и после окончания войны).
Кроме того, значительное число людей было приговорено к большим срокам заключения и даже расстрелу за мелкие кражи в условиях голода (т. н. «Закон о колосках»).
По оценке главы организации «Мемориал» Арсения Рогинского, всего за период 1918—1987 г. было арестовано, в том числе и по политическим статьям, до 7 млн 100 тыс. человек.
По оценкам историка В. П. Попова, общее число осуждённых за политические и уголовные преступления в 1923—1953 годах составляет не менее 40 млн. По его мнению, эта оценка «весьма приблизительна и сильно занижена, но вполне отражает масштабы репрессивной государственной политики… Если из общей численности населения вычесть лиц до 14 лет и старше 60, как малоспособных к преступной деятельности, то выяснится, что в пределах жизни одного поколения — с 1923 по 1953 г. — был осуждён практически каждый третий дееспособный член общества». Только в РСФСР общими судами приговоры были вынесены в отношении 39,1 млн чел., причём в разные годы к реальным срокам заключения было приговорено от 37 до 65 % осуждённых (не включая репрессированных со стороны НКВД, без приговоров, вынесенных судебными коллегиями по уголовным делам Верховных, краевых и областных судов и постоянными сессиями, действовавшими при лагерях, без приговоров военных трибуналов, без ссыльных, без высланных народов и т. п.).
По данным Анатолия Вишневского, «общее число граждан СССР, подвергшихся репрессиям в виде лишения или значительного ограничения свободы на более или менее длительные сроки» (в лагерях, спецпоселениях и т. п.) с конца 1920-х по 1953 г. «составило не менее 25-30 миллионов человек». По его данным, со ссылкой на Земскова «только за 1934—1947 годы в лагеря поступило (за вычетом возвращённых из бегов) 10,2 млн человек». Однако сам Земсков пишет не о вновь поступивших контингентах, а описывает общее движение лагерного населения ГУЛАГа, то есть в это число включены как вновь прибывшие осуждённые, так и те, кто уже отбывает сроки заключения.
При оценке числа погибших в результате репрессий необходимо учитывать как казнённых, так и умерших в местах заключения и ссылки.
По подсчётам историка В. Н. Земскова, за период с 1 января 1934 г. по 31 декабря 1947 г. в исправительно-трудовых лагерях ГУЛАГа умерло 963 766 заключённых, однако в это число входят не только политические заключённые, но и осуждённые за уголовные преступления. Однако демограф и социолог А. Г. Вишневский и ряд других исследователей оспаривают эти данные.
Согласно имеющимся архивным данным, в 1930—1953 годах во всех местах заключения умерло 1,76 млн человек. Некоторыми исследователями отмечались заметные противоречия и неполнота в имеющейся статистике смертности в лагерях. По подсчётам А. Г. Вишневского, убитые и умершие только в местах заключения и ссылке составили 4-6 млн.
Сторонники вышеприведённых цифр, защищая свою точку зрения, нередко пытаются поставить под сомнение достоверность архивных данных. Например, в таблицах движения населения ГУЛАГа есть странная графа «прочая убыль». Непонятно, что это за убыль, если заключённые не умерли, не бежали, не освободились и не были перемещены в другие места. Как предполагает демограф С. Максудов, под «прочей убылью» скрывается уничтожение заключённых в лагерях. С другой стороны, В. Н. Земсков утверждает, что расстрелянные в лагерях и при попытках к бегству учитывались как «умершие от болезней органов кровообращения», а сама графа может отражать приписки, делавшиеся лагерным начальством. Впрочем, эта графа достаточно небольшая — по нескольку тысяч человек в год, и лишь изредка больше.
В конце 1920-х годов в заключении находилось около 0,2 млн человек. Этот показатель сопоставим с количеством заключённых до Октябрьской революции. Затем тюрьмы и лагеря начали быстро заполняться арестованными. В 1950 году, на который приходится пик этого процесса, в тюрьмах и лагерях находилось менее 3 млн человек. Согласно этим же данным, четыре из пяти заключённых были уголовниками.

### Сравнение с дореволюционной Россией
Авторы «Чёрной книги коммунизма», основываясь на информации, собранной Михаилом Гернетом и Николаем Таганцевым, а также на сведениях, сообщённых Карлом Либкнехтом (согласно Марку Ферро), приводят в своей работе такие данные: в царской России с 1825 по 1905 годы по политическим преступлениям было вынесено 625 смертных приговоров, из которых только 191 был приведён в исполнение, а в революционные годы — с 1905 по 1910 год — было вынесено 5735 смертных приговоров по политическим преступлениям, включая приговоры военно-полевых судов, из которых приведён в исполнение 3741 приговор.

## Роль высших руководителей государства в репрессиях

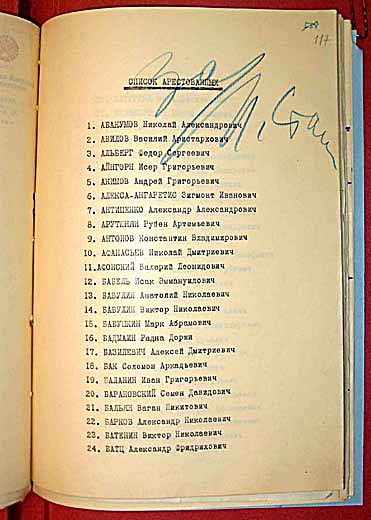
Список лиц, которым испрашивается согласие на процедуру упрощённого судопроизводства, с именем И. Э. Бабеля (№ 12). Пометка «За» и подпись Сталина. 16 января 1940 г.

Большинство членов ВКП(б) принимавших, как указано выше, участие в организации репрессий и террора, было осуждено Военной коллегией Верховного суда СССР по упрощенным процедурам судопроизводства на основании Постановления ЦИК и СНК СССР от 1 декабря 1934 года.
Упрощённая судебная процедура предусматривала рассмотрение дела и вынесение приговора в отношении организаторов террора или участников террористической организации в закрытом заседании Военной коллегии Верховного суда СССР, без участия представителей защиты на основании только рассмотрения материалов обвинения и показаний подсудимого.
Необходимым условием для упрощённого судопроизводства были специальные решения Политбюро ЦК ВКП(б), под многими из которых имеется личная подпись Сталина.
Ряд историков подчёркивает личную роль Сталина в организации и поощрении репрессий. Так, Олег Хлевнюк пишет, что в конце января 1934 года он запретил прокуратуре привлекать к уголовной ответственности двух руководителей Шемонаихского района Восточно-Казахстанской области, организовавших публичное бессудное убийство трёх «расхитителей социалистической собственности». Сталин лично требовал от следователей применять к арестованным пытки, давал прямые указания о включении в законопроекты карательных акций по отношению к членам семей военнослужащих, совершивших побег из СССР, лично санкционировал расстрелы.

## Судьба организаторов репрессий
Как указано выше, в период сталинских репрессий сами органы госбезопасности подвергались систематическим «чисткам». В результате многие организаторы и исполнители репрессий, в том числе руководители НКВД Г. Г. Ягода и Н. И. Ежов, сами стали их жертвами.
После смерти Сталина был арестован и осуждён ряд руководящих работников госбезопасности, в том числе осуществлявших прямые убийства: Л. П. Берия, В. Г. Деканозов, Б. З. Кобулов, А. З. Кобулов, В. Н. Меркулов, Л. Е. Влодзимирский, С. А. Гоглидзе, П. Я. Мешик, Л. Л. Шварцман, М. Д. Рюмин, А. Г. Леонов, В. И. Комаров, М. Т. Лихачёв, И. А. Чернов, Я. М. Броверман, С. Ф. Мильштейн, П. А. Шария, С. С. Мамулов, Б. В. Родос, П. В. Володзько. Министр госбезопасности В. С. Абакумов (1946—1951 гг.) был арестован при Сталине, но расстрелян уже после его смерти. Перед самой смертью Сталин подозревал Берию в покровительстве арестованному Абакумову.

## Амнистии и реабилитация

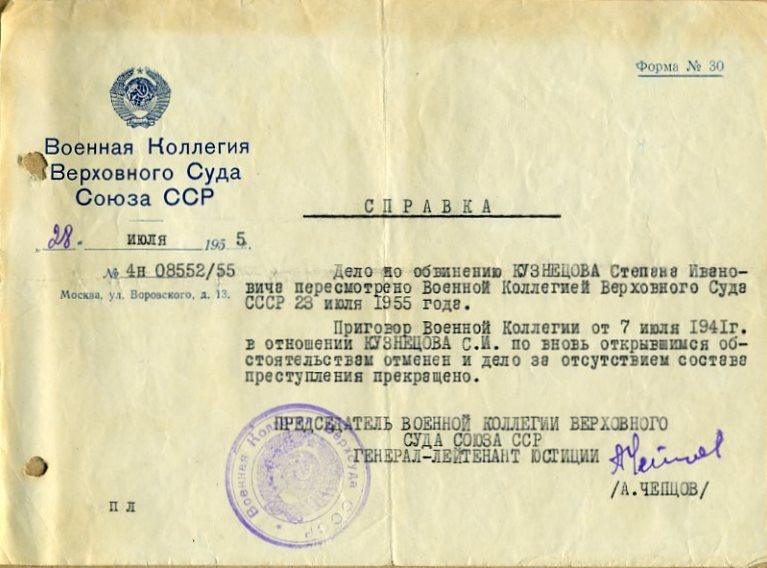
Справка о реабилитации Кузнецова С. И. Выписана тем же судьёй А. А. Чепцовым, который в 1941 году вынес приговор (см. выше). 28 июля 1955 г.

По данным историка Н. В. Петрова, в 1939—1940 гг. из мест заключения были освобождены от 100 до 150 тысяч человек, причём в основном за счёт тех, кого арестовали, но не осудили до 17 ноября 1938 года.
В первые месяцы Великой Отечественной войны на основании указов Президиума Верховного совета СССР от 12 июля и 24 ноября 1941 года из мест лишения свободы было освобождено около 600 тыс. человек.
В начале 1953 года Л. П. Берия одними из первых своих приказов на посту главы объединённого МВД СССР создал комиссии и следственные группы по пересмотру дел, находящихся в производстве МВД. Эти группы занимались в том числе делами арестованных «врачей-вредителей», по «делу авиаторов» и т. п. В результате начатых по инициативе Л. П. Берии расследований, в апреле 1953 года были освобождены многие осуждённые и подследственные по пересматриваемым делам.

Так, 26 марта 1953 года Л. Берия направил в Президиум ЦК КПСС записку об амнистии. В этой записке предлагалось освободить из мест лишения свободы осуждённых на срок до 5 лет, осуждённых за хозяйственные, должностные и отдельные воинские преступления независимо от срока заключения, женщин, имеющих детей в возрасте до 10 лет, беременных, несовершеннолетних, неизлечимо больных, пожилых. Предлагалось также сократить вдвое срок заключения для осуждённых на срок свыше 5 лет. 27 марта 1953 года Президиум Верховного совета СССР издал указ «Об амнистии», согласно которому подлежали освобождению свыше трети заключённых в СССР. Фактически были выпущены на свободу свыше 1 млн человек и прекращено производство около 400 тыс. уголовных дел.
В 1954—1955 гг. из лагерей и колоний было досрочно освобождено 88 278 политических заключённых, из них 32 798 — на основе пересмотра дел и 55 480 — по Указу Президиума Верховного Совета СССР от 17 сентября 1955 г. «Об амнистии советских граждан, сотрудничавших с оккупантами в период Великой Отечественной войны 1941—1945 гг.». Если 1 января 1955 г. в лагерях и колониях содержалось 309 088 осуждённых за контрреволюционные преступления, то 1 января 1956 г. — 113 735, а 1 апреля 1959 г. — лишь 11 027 человек.
Массовая юридическая реабилитация началась в результате работы комиссии П. Н. Поспелова. В 1954—1961 годах за отсутствием состава преступления были реабилитированы 737 182 человека, было отказано в реабилитации 208 448 осуждённым. С конца 1960-х темпы реабилитации значительно замедлились, а как массовое явление в середине 70-х фактически сошли на нет. В 1962—1983 гг. были реабилитированы 157 055 человек, отказы получили 22 754 человека. Относительно одной из причин отказов, диссидент Дмитрий Панин вспоминал, что для реабилитации, в этот период, требовались положительные рекомендации близких осужденного, получить их, порой, бывало затруднительно из-за страха родственников перед возможными последствиями подобного ручательства:

В своем предвидении я был абсолютно прав. Прямое доказательство я получил в 1956 году, когда в самый разгар реабилитации вызвали шесть человек из моих родственников и довоенных знакомых. Невзирая на «либеральное» время Хрущева, когда им самим ничто не угрожало, пятеро высказались обо мне как о непримиримом смутьяне и враге сталинского режима, и на этом основании в реабилитации мне было отказано.— Дмитрий Панин «Лубянка — Экибастуз. Лагерные записки».
Процесс реабилитации был возобновлён в конце 1980-х годов по инициативе М. С. Горбачёва и А. Н. Яковлева, когда были реабилитированы не только почти все репрессированные деятели ВКП(б), но и многие «классовые враги». В 1988—1989 годах были пересмотрены дела на 856 582 человека, по ним реабилитировано 844 740 человек.

Ещё 14 ноября 1989 года Верховный Совет СССР в своей декларации заявил:

Варварскими акциями сталинского режима явилось выселение в годы второй мировой войны из родных мест балкарцев, ингушей, калмыков, карачаевцев, крымских татар, немцев, турок — месхетинцев, чеченцев. Политика насильственного переселения отразилась на судьбе корейцев, греков, курдов и других народов.
Верховный Совет СССР безоговорочно осуждает практику насильственного переселения целых народов как тяжелейшее преступление, противоречащее основам международного права, гуманистической природе социалистического строя.
Верховный Совет Союза Советских Социалистических Республик гарантирует, что попрание прав человека и норм гуманности на государственном уровне больше никогда не повторится в нашей стране.— Свод законов СССР, т. 10, с. 229, 1990 г.
13 августа 1990 года М. С. Горбачёв подписал указ «О восстановлении прав всех жертв политических репрессий 1920—1950-х годов». Этим указом репрессии по политическим, социальным, национальным, религиозным и другим мотивам были признаны незаконными, а все права граждан, подвергшихся этим репрессиям, восстанавливались.
С момента вступления в силу Закона РСФСР № 1761-1 от 18 октября 1991 года «О реабилитации жертв политических репрессий» до 2004 года было реабилитировано свыше 630 тысяч человек. Некоторые репрессированные (например, многие руководители НКВД, лица, причастные к террору и совершившие неполитические уголовные преступления) были признаны не подлежащими реабилитации — всего было рассмотрено свыше 970 тысяч заявлений о реабилитации.
Органы власти современной России уделяют большое внимание вопросу реабилитации жертв сталинских репрессий. Относительно политических репрессий в РСФСР и СССР существует заявление президента России В. В. Путина, сделанное им в 2007 году:

Все мы хорошо знаем, что 1937 год считается пиком репрессий, но он (этот 1937 год) был хорошо подготовлен предыдущими годами жестокости. Достаточно вспомнить расстрелы заложников во время Гражданской войны, уничтожение целых сословий, духовенства, раскулачивание крестьянства, уничтожение казачества. Такие трагедии повторялись в истории человечества не однажды. И всегда это случалось тогда, когда привлекательные на первый взгляд, но пустые на поверку идеалы ставились выше основной ценности — ценности человеческой жизни, выше прав и свобод человека. Для нашей страны это особая трагедия. Потому что масштаб колоссальный. Ведь уничтожены были, сосланы в лагеря, расстреляны, замучены сотни тысяч, миллионы человек. Причём это, как правило, люди со своим собственным мнением. Это люди, которые не боялись его высказывать. Это наиболее эффективные люди. Это цвет нации. И, конечно, мы долгие годы до сих пор ощущаем эту трагедию на себе. Многое нужно сделать для того, чтобы это никогда не забывалось.

При этом в 2017 году Путин заявил, что «излишняя демонизация Сталина — это один из способов, один из путей атаки на Советский Союз и на Россию», а сам он считает Сталина «сложной фигурой», но при этом нельзя «забыть все ужасы сталинизма, связанные с концлагерями и уничтожением миллионов своих соотечественников».
По оценкам организации «Мемориал», под действие закона о реабилитации попадают 11—11,5 миллионов человек на территории бывшего СССР. Из них около 5,8 миллионов человек стали жертвами «административных репрессий», направленных против определённых групп населения (кулаков, представителей репрессированных народов и религиозных конфессий). От 4,7 до 5 миллионов человек были арестованы по индивидуальным политическим обвинениям, из них около миллиона были расстреляны.

## Память
Ежегодно 30 октября в России и других бывших республиках СССР проходит День памяти жертв политических репрессий. В этот день в стране организуют митинги и различные культурные мероприятия, на которых вспоминают о пострадавших от политических репрессий; в школах организуют «живые» уроки истории, на которые приглашаются свидетели событий. В Москве основные мероприятия проходят на Лубянской площади у Соловецкого камня и на Бутовском полигоне, в Санкт-Петербурге у Соловецкого камня на Троицкой площади и на Левашовской пустоши.
Чтобы сохранить память о жертвах и помочь людям восстановить историю их семей, общество «Мемориал» в 1998 году приступило к созданию единой базы данных, сводя вместе информацию из региональных Книг памяти.

Исследователи по-прежнему испытывают трудности с доступом к архивам, касающимся советских репрессий. Руководитель российской организации «Мемориал» Арсений Рогинский утверждает: 
Огромное количество документов в нашей стране неоправданно засекречено. Если вы попросите какие-то следственные дела 20-х, начала 30-х годов, то получите отказ. Даже для составления «Книг памяти» доступ к таким делам получить сложно, почти невозможно.
16 января 2002 года Владимир Путин поручил правительству создать нормативно-правовую базу для выплаты компенсаций гражданам Польши, пострадавшим от сталинских репрессий.

Дмитрий Медведев у монумента «Маска скорби», Магадан

9 сентября 2009 года художественно-историческое произведение Александра Солженицына «Архипелаг ГУЛАГ» внесли в обязательную школьную программу по литературе для старшеклассников. Ранее в школьную программу уже вошла повесть Солженицына «Один день Ивана Денисовича».
30 октября 2009 года в обращении в связи с Днём памяти жертв политических репрессий Дмитрий Медведев (в то время президент России) призвал не оправдывать сталинские репрессии, жертвами которых пали миллионы человек. Медведев считает, что не следует оправдывать многочисленные жертвы некими высшими государственными целями: «Я убеждён, что никакое развитие страны, никакие её успехи, амбиции не могут достигаться ценой человеческого горя и потерь. Ничто не может ставиться выше ценности человеческой жизни. И репрессиям нет оправдания». По его словам, необходимо сохранять память о жертвах репрессий.
Ежегодно 29 октября в Москве у Соловецкого камня и в других городах России проходит акция «Возвращение имён», организуемая обществом «Мемориал», — люди по очереди зачитывают имена погибших в годы репрессий. Принять участие в акции могут все желающие. Каждому пришедшему предлагается прочитать список из нескольких имён (фамилия, имя, отчество репрессированного, возраст на момент гибели, кем работал и дата расстрела), поставить свечу и возложить цветы. Первая акция «Возвращение имён» была проведена в 2007 году.
С 2014 года в России действует гражданская инициатива «Последний адрес», направленная на увековечивание памяти о людях, подвергшихся политическим репрессиям в годы советской власти. В память о пострадавшем на стене дома, в котором жил репрессированный, устанавливается маленькая, размером с ладонь, мемориальная табличка. посвящённая только одному человеку. Принцип проекта — «Одно имя, одна жизнь, один знак». По сведениям одного из основателей движения, Сергея Пархоменко, к лету 2017 года в России установлено около 600 табличек, из разных регионов России поступило более двух тысяч заявок. По примеру российского проекта стартовали и развиваются самостоятельные проекты «Остання адреса — Україна» и «Poslední adresa» в Чехии.
В 2015 году запущен интернет-проект «Бессмертный барак», на страницах сайта любой пользователь может оставить воспоминания о своих репрессированных родных. Также проект рассказывает в социальных сетях о советском периоде репрессий, голода, депортаций народов и массовых расстрелах по спискам. На сайте насчитывается более 45 000 уникальных семейных историй, также проект реализовал публикацию данных из книг памяти в разделе «Единая база данных жертв репрессий».
В 2017 году, накануне 73-й годовщины депортации чеченцев и ингушей, Народное собрание Ингушетии приняло закон «О запрете на территории Республики Ингушетия увековечения памяти Сталина».

## Рассекречивание документов о репрессиях
Указ президента России Бориса Ельцина № 685 от 23 июня 1992 года обязывает полностью снять грифы секретности со всех документов, связанных с применением политических репрессий. Тем не менее многие документы, в частности, протоколы Особых троек НКВД, продолжают находиться на секретном хранении.
Историк Сергей Прудовский в ноябре 2018 года подал в Управление Федеральной службы безопасности (УФСБ) России по Москве и Московской области заявление о рассекречивании архивного уголовного дела Татьяны Кулик, которую 20 сентября 1937 года Комиссия НКВД и Прокурора СССР осудила как японскую шпионку и приговорила к расстрелу.
В 2019 году дело Татьяны Кулик было рассекречено, но лишь частично: в представленных исследователю для ознакомления документах были удалены должности, звания, фамилии и подписи сотрудников, составлявших и утверждавших эти документы. Сергей Прудовский обжаловал отнесение сведений о сотрудниках НКВД к государственной тайне в Мосгорсуд, который решением от 4 июня 2020 года отказал в удовлетворении исковых требований. Апелляционная и кассационная инстанции оставили отказ в силе. 29 июля 2021 года Верховный Суд РФ также отказал Сергею Прудовскому в рассмотрении жалобы на решение нижестоящих инстанций. Тогда Прудовский принял решение оспорить в Верховном Суде РФ положения Указа Президента РФ № 1203 «Об утверждении Перечня сведений, отнесённых к государственной тайне» и Приказа ФСБ России № 0120 «Об утверждении перечня сведений, подлежащих засекречиванию в органах ФСБ», позволяющие скрывать данные об организаторах политических репрессий. Однако 8 декабря 2021 года Верховный суд РФ отказал в удовлетворении этого искового заявления.
Историк Никита Петров после того, как ему было отказано в ознакомлении с тремя приказами МГБ СССР для проведения научных исследований о деятельности аппарата уполномоченного НКВД-МГБ в Германии в 1945—1953 годах, обжаловал в судах отказы рассекретить интересующие его документы. Мосгорсуд и Верховный суд РФ отказались удовлетворить его иск, тогда он обратился в Конституционный суд РФ с жалобой на нарушение его конституционных прав частями первой и четвёртой статьи 13 Закона РФ «О государственной тайне». По его мнению, они нарушают конституционное право на свободный поиск и получение информации, поскольку сложившееся в правоприменительной практике толкование данной нормы исходит из того, что зафиксированный в ней максимальный тридцатилетний срок засекречивания сведений распространяется только на документы, засекреченные после введения в действие Закона РФ «О государственной тайне» (то есть после 21 сентября 1993 года), а сложившийся в практике подход позволяет органам власти продлевать срок секретного хранения документов, засекреченных до 1993 года, на неограниченное количество лет на оснований лишь заключений внутриведомственных экспертиз, без получения заключения специально уполномоченного органа (межведомственной комиссии по защите государственной тайны). Вследствие этого подавляющее большинство архивных документов, с момента засекречивания которых прошло более 30 лет, в настоящее время продолжают оставаться на секретном хранении. По этому делу КС РФ принял Определение от 22.11.2012 № 2226-О, которым разъяснил, что по буквальному смыслу части четвёртой статьи 13 Закона РФ «О государственной тайне», 30-летний срок засекречивания подлежит применению в отношении сведений, отнесённых к государственной тайне как до, так и после вступления в силу данного закона.
Тем не менее, в 2014 году в ходе так называемой плановой работы по пересмотру грифа секретности в своём архиве ФСБ выделила документы, для которых посчитала нужным продлить секретность ещё на 30 лет. Кроме того, нередко документы о репрессиях не предоставляются исследователям под предлогом наличия в них личной или семейной тайны (в таком случае доступ ограничивается на 75 лет с момента создания документа).

## В кинематографе
- Фильмы о сталинских репрессиях (категория)

## Комментарии
1. ↑  ...если вы спросите меня, я как историк однозначно скажу, что Сталин был продолжателем дела Ленина. Он довел до абсолюта некоторые вещи, которые Ленин не успел сделать. Все пороки системы, которая укоренилась в стране после совершенного в 1917 году переворота, то есть система репрессий, система лагерей, система одномыслия, чудовищной цензуры, возникли до Сталина — во всем этом Сталин был продолжателем дела Ленина[15].

1. ↑  Когда внесудебные «тройки» получили право приговаривать преступников к расстрелу, причём, в максимально упрощённом порядке.
2. ↑  В 1939 году Н. И. Ежов был арестован по обвинению в сотрудничестве с иностранными разведками и террористической деятельности, а 3 февраля 1940 года осуждён и на следующий день расстрелян.